# Martin Luther
Martin Luther, född 10 november 1483 i Eisleben i Kurfurstendömet Sachsen, Tysk-romerska riket, död 18 februari 1546 i Eisleben, var en tysk präst, munk, tonsättare och teolog, känd som den som initierade den protestantiska reformationen.
Som präst och kristen teologiprofessor attackerade han år 1517 i sin skrift 95 teser kyrkans försäljning av avlatsbrev. Luther motsatte sig kyrkans lära att frihet från Guds straff för begångna synder kan köpas för pengar. Då han vägrade att göra avbön för alla sina skrifter exkommunicerades han år 1520 av påven Leo X. I fördraget i Worms år 1521 förklarade den tysk-romerske kejsaren Karl V honom fredlös.
Luther lärde att frälsning inte följer av goda gärningar utan är en fri gåva av Gud som endast åtnjutes av nåd genom tro på Jesus som har sonat våra synder. Luthers teologi utmanade påvedömet och den romersk-katolska kyrkan. Han hävdade att Bibeln är den enda källan för gudomligt uppenbarad kunskap. Genom att föreslå att prästerskapet kan upprätthållas av alla döpta kristna motsatte sig Luther tanken på prästerskapet såsom förmedlare mellan Gud och människan. De som ansluter sig till Luthers lära kallas lutheraner, och tillhör protestantiska inriktningen. Svenska kyrkan är en luthersk kyrka. 
Luthers översättning av Bibeln till allmänhetens modersmål istället för latin gjorde läran mer lättillgänglig och fick stor betydelse för den tyska kyrkan och den tyska kulturen. Det tyska språket började standardiseras och översättarkonsten fick många nya principer. Många andra bibelöversättningar tog intryck av Luthers arbete, såsom Gustav Vasas bibel och den engelska Kung Jakobs Bibel. Hans psalmer inspirerade utvecklingen av kyrkosången och giftermålet med Katharina von Bora blev en förebild för kyrkan då protestantiska präster tilläts ingå äktenskap.
I skrifter om de judiska folken framför den åldrande Luther att judars hem ska förstöras, deras synagogor brännas, pengar konfiskeras och frihet beskäras. Hans åsikter utnyttjades i nazisternas propaganda mellan åren 1933 och 1945. Som ett resultat av sina antisemitiska åsikter har Luther blivit lika kontroversiell i vår tid som under sin egen tid.

## Biografi

### Uppväxt

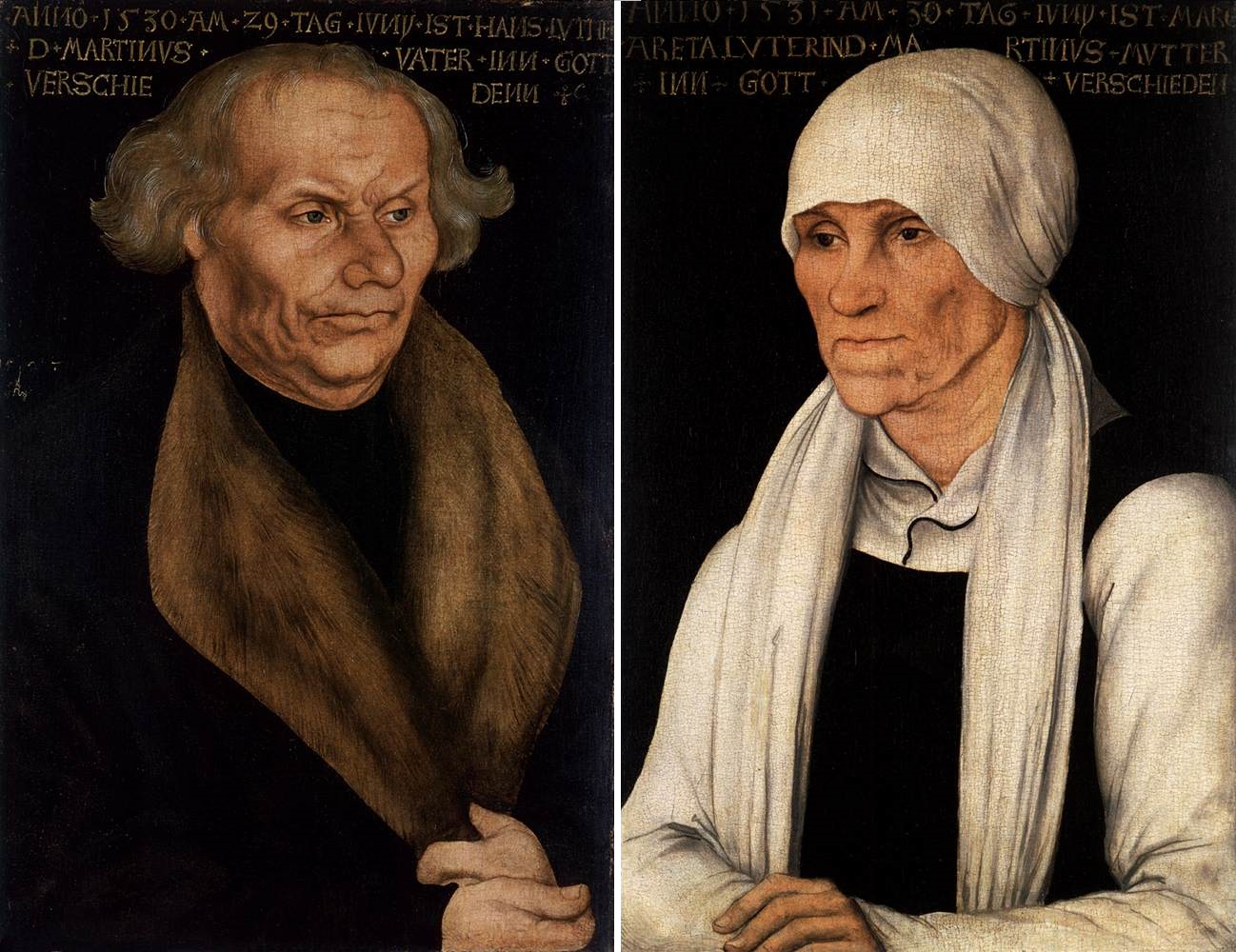
Hans och Margarethe Luther, porträtt av Lucas Cranach d.ä. 1527.

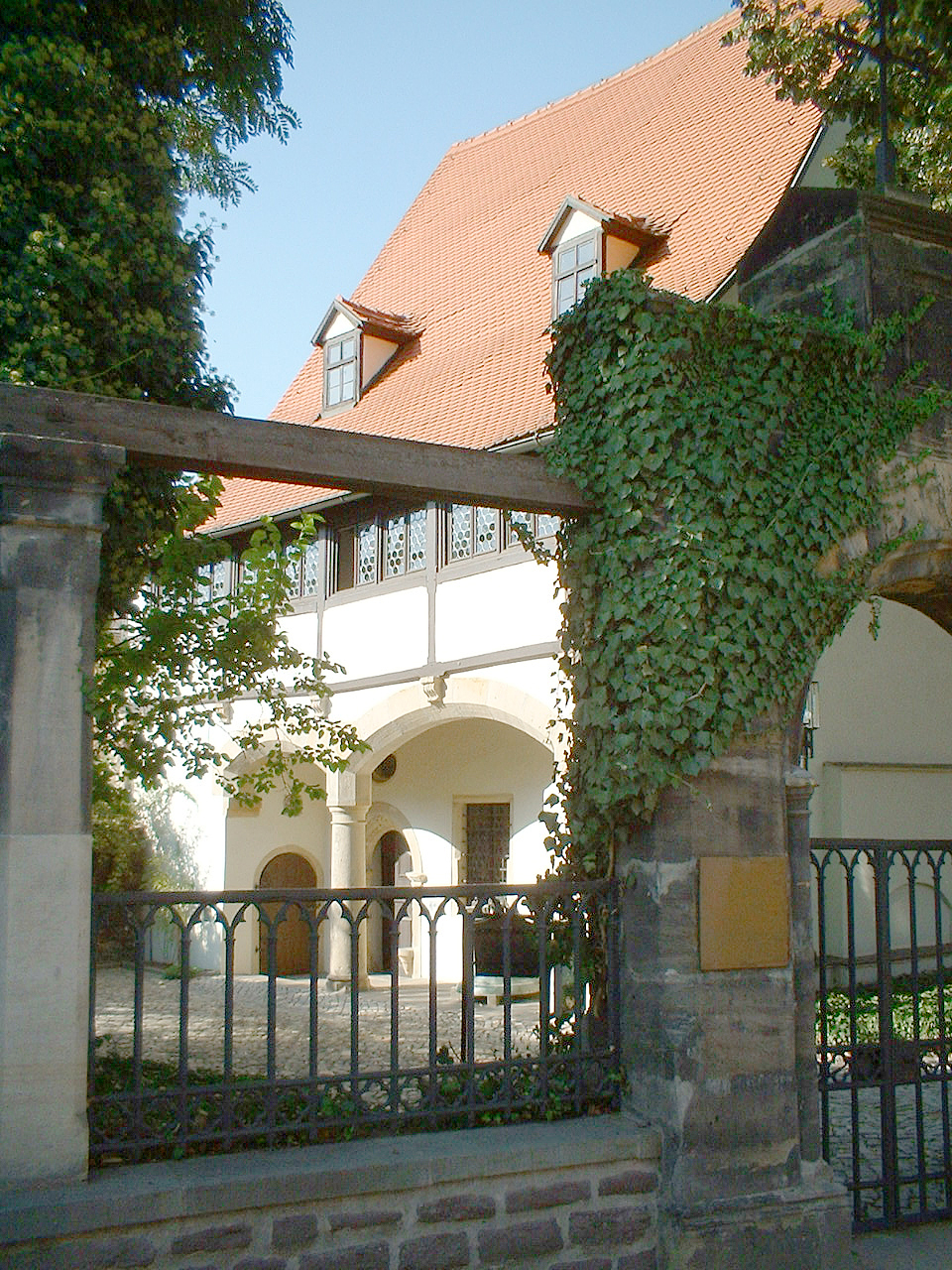
Luthers barndomshus

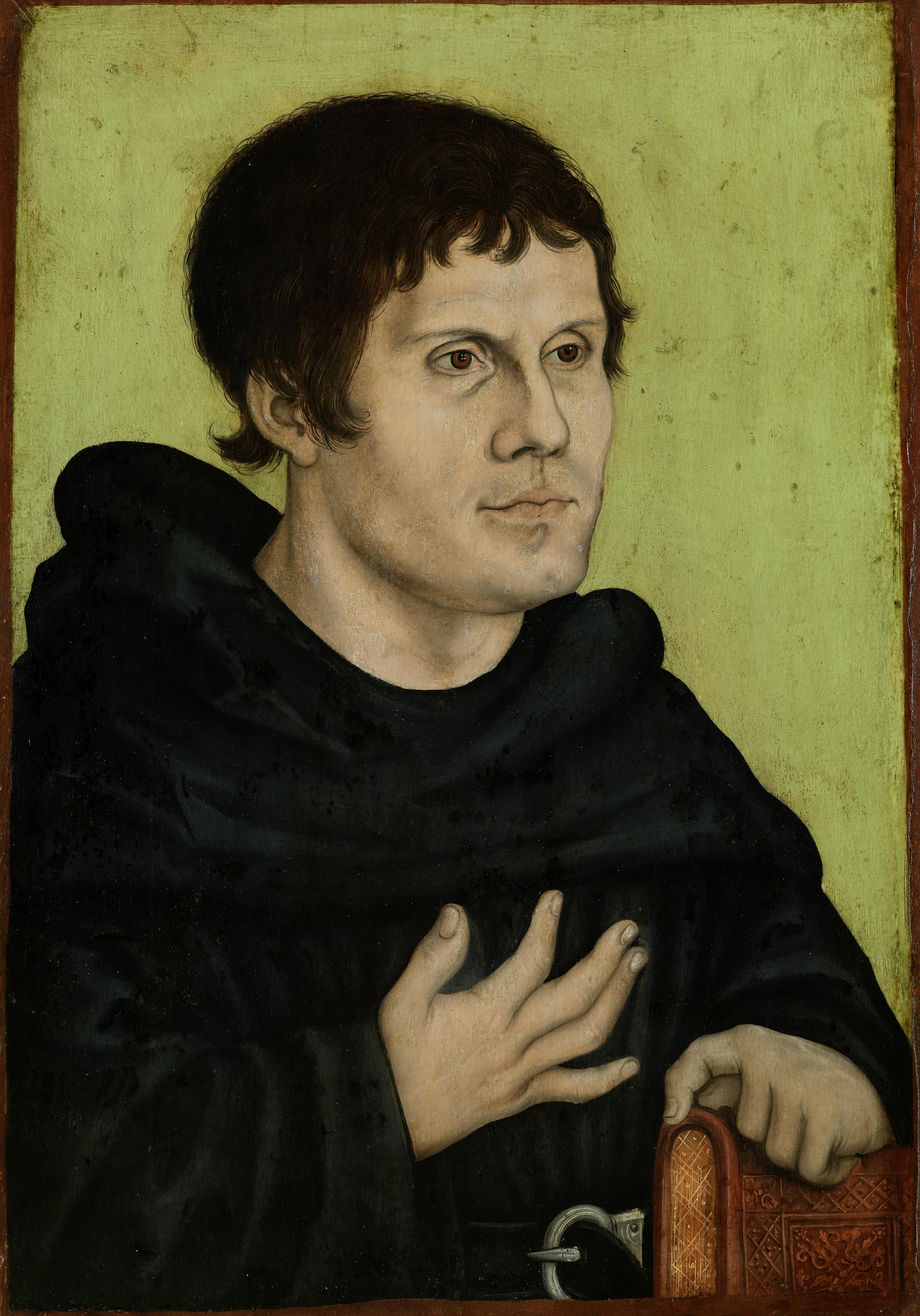
Luther då han var augustinermunk.

Martin Luther var son till Hans Luder (eller Ludher, senare Luther) och Margarethe (född Lindemann). Namnet Luther kommer ursprungligen från det tyska namnet Lothar. Han föddes den 10 november 1483 i Eisleben, Tyskland, som då var en del av det tysk-romerska riket. Han döptes följande morgon på Martin av Tours minnesdag. Familjen flyttade till Mansfeld år 1484. Hans far arrenderade koppargruvor och smältverk och var en av fyra medborgarrepresentanter i stadsfullmäktige. Enligt religionsforskaren Martin Marty var Luthers mor från en köpmannasläkt; en hårt arbetande kvinna som av Luthers motståndare senare och felaktigt kallades "hora och baderska". Martin Luther hade flera bröder och systrar. Brodern Jacob stod honom särskilt nära. Hans Luther var en ambitiös man och fast besluten att hans äldste son skulle bli advokat. Till skillnad från de flesta bondbarn arbetade han inte som ung gosse utan gick i skolan i Mansfeld; där studerade han latin, grundläggande grammatik och fick sin första religiösa skolning i De tio budorden. Här bytte han också till den latiniserade versionen av sitt namn Luther, istället för det tyska Luder. Hans sände Martin till Magdeburg år 1497 där han undervisades i en skola som drevs av en lekmannagrupp som kallades Det gemensamma livets bröder. Magdeburg var en högt aktad skola och därmed väldigt dyr. Familjen Luthers blygsamma inkomster täckte knappt kostnaderna för Martins första år, så i likhet med andra bondsöner började han tigga längs med gatorna för att få ihop till brödfödan. År 1498 gick Martin i skola i Eisenach. Luther jämförde senare sin skolgång med skärselden och helvetet.
Efter att ha varit på lärdomsskola i Magdeburg ett år blev Luther skickad av sina föräldrar till Eisenach där rika släktingar på moderssidan bodde, patricierfamiljerna Schalbe och Cotta, som var villiga att ta hand om honom. Änkan till borgmästaren Conrad Cotta, Ursula Cotta-Schalbe och hennes familj, mottog Luther med stor vänlighet och gav honom mat och husrum. Umgänget med de rika släktingarna och välgörarna i Eisenach gav honom en känsla av stadskultur som han inte hade kunnat uppleva bland gruvfolket i Mansfeld.
Dessa tre skolor inriktade sig på "trivium": grammatik, retorik och logik. 
Luthers lärare, som hette Johann Trebonius och som i motsats till många av dåtidens lärare inte använde spanskröret, var en stor inspiration för Luthers utveckling vid denna tid. Det gick studiemässigt bra för Luther i Eisnach. Även om Luther denna period av sitt liv som ung student hade det ganska fattigt, så gick det ingen allvarlig nöd på honom och han talade senare i livet om perioden i Eisenach som en positiv tid.
År 1501, då Martin var sjutton år gammal, började han på universitetet i Erfurt, som han senare kallade en ölhall och ett horhus. Klockan fyra varje morgon väcktes han till en dag som fylldes med "mekaniskt lärande och ofta tröttsamma andliga övningar". Martin erhöll en Magister artiumexamen år 1505.
Enligt sin fars önskemål skrev han samma år in sig på universitets juridikutbildning men hoppade nästan omedelbart av. Han var mer intresserad av teologi och filosofi, särskilt Aristoteles, William Ockham och Gabriel Biel. Han tog stort intryck av två lärare: Bartholomäus Arnoldi von Usingen och Jodocus Trutfetter. De lärde honom att förhålla sig kritiskt även till de största tänkarna och att själv pröva allt genom erfarenhet. Filosofistudierna tillfredsställde inte Martin. Dessa handlade enbart om att använda förnuftet och inte om att älska Gud som för Luther var mycket viktigare. Han kände att förnuftet inte kunde leda människan till Gud och utvecklade därefter en sorts hatkärlek till Aristoteles för att denne i så hög grad betonade förnuftet. Luther menade att förnuftet kan användas för att ifrågasätta människor och institutioner, men inte Gud. Han trodde att människan kunde lära sig något om Gud endast genom skriften och uppenbarelser, i motsats till förordningar, kyrkoseder och bestämmelser från kyrkans ledare. Bibeln blev därför allt viktigare för Martin Luther, som aldrig avslutade sina juridikstudier.

### Klosterlivet och det akademiska livet
Luther bestämde sig för att lämna sina juridikstudier och bli munk. Han menade senare att det var på grund av en viss händelse: Den 2 juli 1505 var han på väg tillbaka till universitetet efter att ha varit hemma på besök. Han red genom ett åskväder och en blixt slog ned nära honom. Han berättade för sin far att han blivit så rädd för döden och Guds dom att han ropat: "Hjälp! Sankta Anna, jag ska bli munk!" Han såg sitt rop som ett löfte som han inte kunde bryta. Han lämnade juridikstudierna, sålde sina böcker och gick den 7 juli 1505 i kloster i ett augustinkloster i Erfurt. En av hans vänner menade att beslutet berodde på att Luther sörjde över två av sina vänners död. Luther själv verkade ledsen över förflyttningen. Vännerna höll en avskedsmiddag och följde honom till klosterporten. "Ni ser mig denna dag, och sedan, aldrig mer" sade Luther. Hans far blev rasande och ansåg att utbildningen därmed var bortkastad.
Luther hängav sig åt klosterlivets fasta, flera timmars bön, pilgrimsfärder och bikt. Han skulle senare påpeka, "Om någon skulle kunna nå himlen som munk, så skulle det verkligen ha varit jag." Luther beskrev denna period i sitt liv som en tid av djup andlig förtvivlan. Han skrev: "Jag förlorade kontakten med Kristus som frälsare och tröstare, och gjorde honom till min arma själs fångvaktare och bödel."
Luthers första tid i klostret var inte den lättaste för honom. Under sin novistid blev han hånad och förlöjligad av en del enkla munkar som ville förnedra den fine lagkrönte akademikern, som nyss stått över dem i utbildning och social status. Han tvingades göra åtskilligt av de hårda och smutsiga arbeten som fanns på klostret och sändes ut att tigga med tiggarpåsen, ut i byarna och städerna, tills universitetet ingrep mot denna ovärdiga behandling av dess magister. Efter ett år lämnade han novisstadiet och upptogs i munkorden.
Hans överordnade Johann von Staupitz menade att mer arbete skulle avleda Luther från överdrivna själviakttagelser och beordrade honom att göra akademisk karriär. År 1507 prästvigdes Martin Luther och 1508 började han undervisa i teologi vid Wittenbergs universitet. Han tog en kandidatexamen i bibelstudier den 9 mars 1508. År 1509 erhöll han ytterligare en kandidatexamen i Sententiæ, teologen Petrus Lombardus kristna antologi och teori. Under vintern 1510–11 gav sig Luther av tillsammans med en annan munk på något av en pilgrimsvandring mot Rom. Resan till Rom lyckades inte stilla stormarna i Luthers själ. Efter att ha kommit hem mötte han vid ett tillfälle Staupitz i Wittenbergs klosterträdgård. Staupitz kunde inte förstå varför Luther inte kunde ta emot Guds kärlek till honom. Luther hade sagt ''Jag kan inte älska Gud, jag hatar honom''. Därför fick Staupitz beordra honom att eftersträva doktorsgraden i teologi. Den 19 oktober 1512 blev han teologie doktor vid universitetet i Wittenberg. Den 21 oktober 1512 tog han plats i den teologiska fakultetens styrelse som doktor i bibellära. Han behöll positionen under resten av sin universitetskarriär i Wittenberg.

### Reformationens inledning

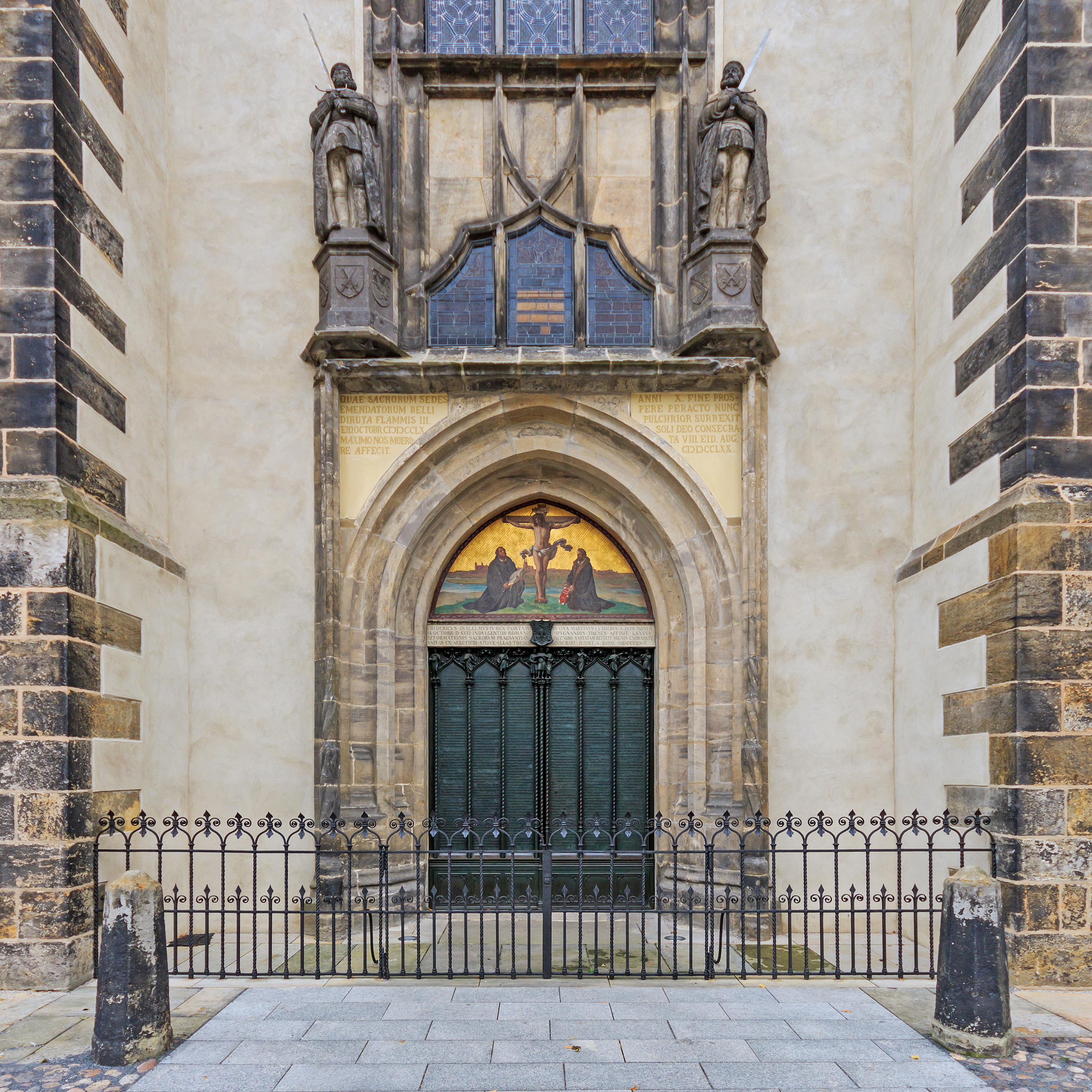
Dörren till slottskyrkan i Wittenberg där det sägs att Luther spikade upp sina 95 teser den 31 oktober 1517, vilket blev den gnista som satte igång reformationen. Det har ifrågasatts om uppspikandet verkligen ägde rum.

Romersk-katolsk teologi slår fast att tron allena, oavsett om den baseras på rent förnuft eller känsla och upplevelse, inte är tillräcklig för att göra människan rättfärdig och att enbart sådan tro som manifesterar sig i välgörenhet och andra goda gärningar (fides caritate formata) leder till frälsning. Men i praktiken gick det annorlunda till.
Påven Julius II började påbyggandet av Peterskyrkan. Han ville bygga denna praktbyggnad närmast som ett mausoleum åt sig själv. Julius II rev den gamla basilikan från Konstantin den stores tid. Kyrkan blev dock inte färdig under Julius levnad och 1515 blev Leo X ny påve. Han var en stor slösare och det sades om honom att han förslösat tre påvars förmögenhet: sin företrädares, sin egen och sin efterträdares. För att skaffa pengar lanserade Leo X idén med avlatsbrev. Avlatsbrev var ett dokument, ett påvligt brev, där köparen tillförsäkrades syndaförlåtelse som erkänsla för de pengar han betalade till fullbordandet av Peterskyrkan. Handeln med dessa avlatsbrev växte snabbt. Leo X överlät försäljningen av avlatsbreven till de tyska biskoparna genom bankirhusen. Påven fick sedan provision på försäljningen, hälften av pengarna gick till påven, hälften till ärkebiskopen. Albrekt av Brandenburg, kurfurste och ärkebiskop av Mainz och Magdeburg, ville betala av sina skulder till påven genom bankirhuset Fugger på detta sätt. Dessa skulder hade han ådragit sig genom att köpa dispens från påven att bekläda två biskopssäten.
Avlatsbreven såldes på ett besynnerligt sätt. Mest omtalad och framgångsrikast bland dessa avlatsbrevförsäljare var dominikanmunken Tetzel. 
År 1516 skickades Johann Tetzel, en munk av dominikanorden, till Tyskland för att genom försäljning av avlatsbrev uppbåda finansieringen av uppbyggnaden av Peterskyrkan i Rom.
När Tetzel närmade sig en stad sände han budbärare framför sig som ringde i klockorna och mötte honom vid stadsporten. Befolkningen och kyrkans män kom honom till mötes under sång och med ljus i handen, och de drog sedan genom staden i procession. Framför Tetzel bar de ett stort rött kors och det påvliga avlatsbrevet på en sammetskudde. När de trädde in i den lokala kyrkan ställde de påvens baner vid altaret och en stor kassakista framför det helgade altaret. Sedan började Tetzel hålla tal om nyttan av dessa brev och utmålade med ett rikt ordförråd vilken välsignelse ett sådant brev var.
Bland Tetzels olika försäljningsargument fanns det uttalanden som: "grip vår Herre Jesu Kristi ståthållares säkra lejdebrev, ty I skolen veta att däri är hela Kristi förtjänst innesluten" och "dessa brev genom vilkas kraft skulle I kunnen bringa, icke penningar utan den gudomliga och odödliga själen, säkert och utan skada till Paradisets hem". Sedan började han utmåla själarnas kval i reningselden. Han ropade med hög röst: "Se, din moder, hur hon plågas i skärseldens flammor! Och det lidande kan du lindra, då du med en groschen kan komma till hennes hjälp. Ack, ve över eder för er otacksamhet, att Ni så föraktar Guds nåd, då denna kan fås så billigt!" Och han tillade som ett slutgiltigt försäljningsargument: "Så snart penningen i kistan klinga, så ska själen ur skärselden springa". Detta sätt att sälja avlatsbrev var en manipulation, både läromässigt, visuellt och känslomässigt, och det upprörde en del av prästerskapet och en hel del av det lärda universitetsfolket.
Tetzel var bland annat verksam i Albrekt av Brandenburgs furstärkebiskopsdöme Magdeburg, med staden Jüterbog i Fläming som utgångspunkt. Hans verksamhet blev snart känd och drog till sig borgare från de närliggande städerna, bland dessa Wittenberg där Luther var verksam.
Den 31 oktober 1517 skrev Luther till ärkebiskop Albrekt av Brandenburg och protesterade mot försäljningen av avlatsbrev. I brevet bifogade han även sin Martin Luthers disputation på ämnet Avlatsbrevens makt och verkan, vilken kom att gå till historien under namnet De 95 teserna. Hans Hillerbrand skriver att Luther inte hade för avsikt att starta en konflikt med kyrkan, utan att han såg sin uppsats som en akademisk invändning mot kyrkans utövande av sin makt, och att tonen i skriften därför är sökande, snarare än predikande." Hillerbrand skriver dock att det ändå går att utläsa en underförstådd utmaning mot kyrkan i flera av Luthers teser i skriften, särskilt i tes 86 som frågar: "Varför låter påven, som är rikare än Krösus själv, bygga Peterskyrkan med pengar från fattiga troende, snarare än med sina egna pengar?"
Luther hade invändningar mot Johann Tetzels påstående, se ovan, att själen lämnar skärselden så snart man slänger en slant i kistan. De kristna får inte förslappas i sin lydnad till Gud på grund av sådana falska utfästelser, menade han. Han hävdade att eftersom endast Gud hade rätten att ge absolution, hade de fel som menade att kyrkan genom avlatsbrev kunde sälja förlåtelse, och befrielse från straff. I en av sina predikningar frågade Luther: "Jag frågar mig hur Gud kan förlåta syndare innan de ångrat sig, och om de känt och ådagalagt ångern frågar jag mig hur Gud kan annat än förlåta dem?"
Philipp Melanchthon skrev år 1546 att Luther hade "skrivit dessa teser om avlatsbrev och spikat upp dem på slottskyrkans dörr, den 31 oktober 1517", en händelse som i dag betraktas som startskottet till den protestantiska reformationen.  Vissa historiker har ifrågasatt Melanchthons uppgift, då Melanchthon inte flyttade till Wittenberg förrän året därpå, och inga källor existerar som verifierar uppgiften. Andra har hävdat att ytterligare källor inte behövs, då det var kutym vid universitetet i Wittenberg att offentliggöra disputationer genom att sätta upp dem på kyrkporten.
De 95 teserna kom i slutet av 1517 att tryckas på latin i Tyskland, och några månader senare, i början av 1518, att översättas till tyska, varefter de trycktes på nytt och spreds, vilket innebär att denna konflikt blev den första i världshistorien som understöddes av tryckpressen. Inom två veckor från det att de hade tryckts och distribuerats hade kopior av de tyska teserna spridits genom nästan hela Tyskland. Luthers skrifter fick stor spridning också i övriga Europa, och de nådde Frankrike, England och Italien tidigt år 1519. Studenter flockades i Wittenberg för att få höra Luther föreläsa.  Han lät ge ut en kort kommentar till Pauli brev till Galatierna, och skriften Arbete om psalmerna. Denna tidiga period i Luthers yrkesliv kom att bli en av hans mest kreativa och produktiva. Tre av hans mest kända verk publicerades år 1520: Till framstående kristna tillhörande den tyska nationen, Om kyrkans babyloniska fångenskap och Om en kristen människas frihet.

#### Frälsning genom tron

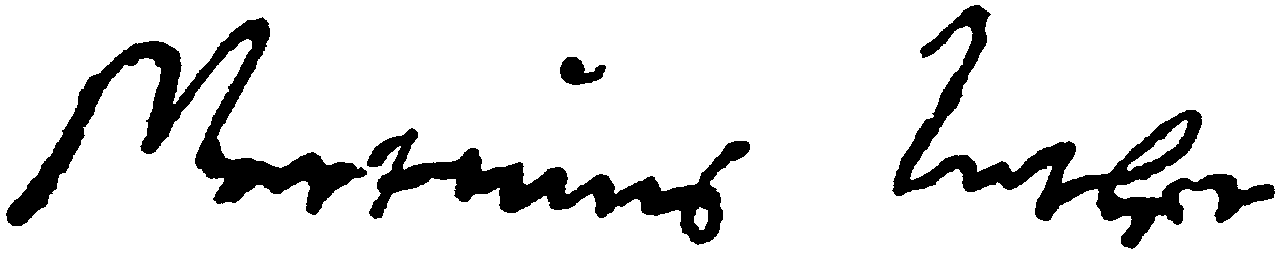
Martin Luthers namnteckning

Från år 1510 till 1520 föreläste Luther om valda delar ur Nya Testamentet. Genom sina studier av bibeltexterna kom han att uppfatta vissa begrepp såsom botgöring och rättfärdighet på ett sätt som skiljde sig från den katolska traditionen. Han blev alltmer övertygad om att kyrkan var korrumperad, och att den dessutom hade avvikit i sin utövning från den ursprungliga meningen i Guds ord. Det problem som var viktigast för Luther var frågan om rättfärdigande, det vill säga att människan genom tro allena betraktades som rättfärdig av Gud, genom Guds nåd. Han började undervisa  att försoning och frälsning är en gåva man erhåller genom Guds nåd, och att den endast kan uppnås genom tron på Jesus som Messias. ”Denna enda och fasta klippa, som vi kallar rättfärdighetsdoktrinen, är den huvudsakliga principen inom kristendomen, vilken omfattar innebörden i gudaktighet” skriver Luther.
Luther utvecklade en syn på nåden som ett tillstånd som enbart kunde erhållas genom Gud. Denna uppfattning gav han tydligt uttryck för i sin år 1525 utgivna Om viljans slaveri, som skrevs i polemik med Om den fria viljan som publicerats år 1524, skriven av Erasmus av Rotterdam.   Luther baserade sin ståndpunkt för tron på förutbestämmelse på Pauli brev till efesierna. Tvärtemot vad den katolska kyrkan i samtiden predikade, menade Luther att nåd, eller rättfärdighet, inte skapas i samarbete mellan Gud och människan, utan att den enbart kunde komma till människan genom Guds försorg. Han drog det till sin spets genom att hävda att rättfärdigheten inte bara härstammar från Kristus, utan rentav är Kristus, inympad i människan genom tron på Jesus som Messias. ”Detta är anledningen till att tron allena saliggör, och får människan att följa lagen. Tron är det som frambringar den Helige Ande, tack vare Kristi gärningar,” skrev Luther. Enligt Luther var tron en gåva från Gud. Han förklarade sin syn på rättfärdigheten och nåden i Schmalkaldiska artiklarna: 

Den första, och huvudsakliga, artikeln är denna: Jesus Kristus vår Gud och Herre, dog för våra synder och uppstod igen ifrån de döda för att ge oss nåd (Romarbrevet 3:24–25). Han endast är Guds lamm, som borttager världens synder (Johannesevangeliet 1:29) och Gud har låtit Honom ta på sig alla våra skulder (Jesaja 53:6). Alla är vi syndare och vi får mottaga nåden utan att själva ha förtjänat den, enbart genom Hans nåd och genom den försoning som uppnåtts genom Kristus, genom hans blod (Romarbrevet 3:23–25). Det är nödvändigt att tro på detta. Detta kan inte på något annat sätt förstås eller begripas eller införlivas. Därmed är det klargjort att det är tron, och tron allena, som frälser oss ... Inget i denna artikel kan ges upp eller förändras, om så himlen och jorden och allt annat går under (Markusevangeliet 13:31).

#### Brytningen med påvedömet

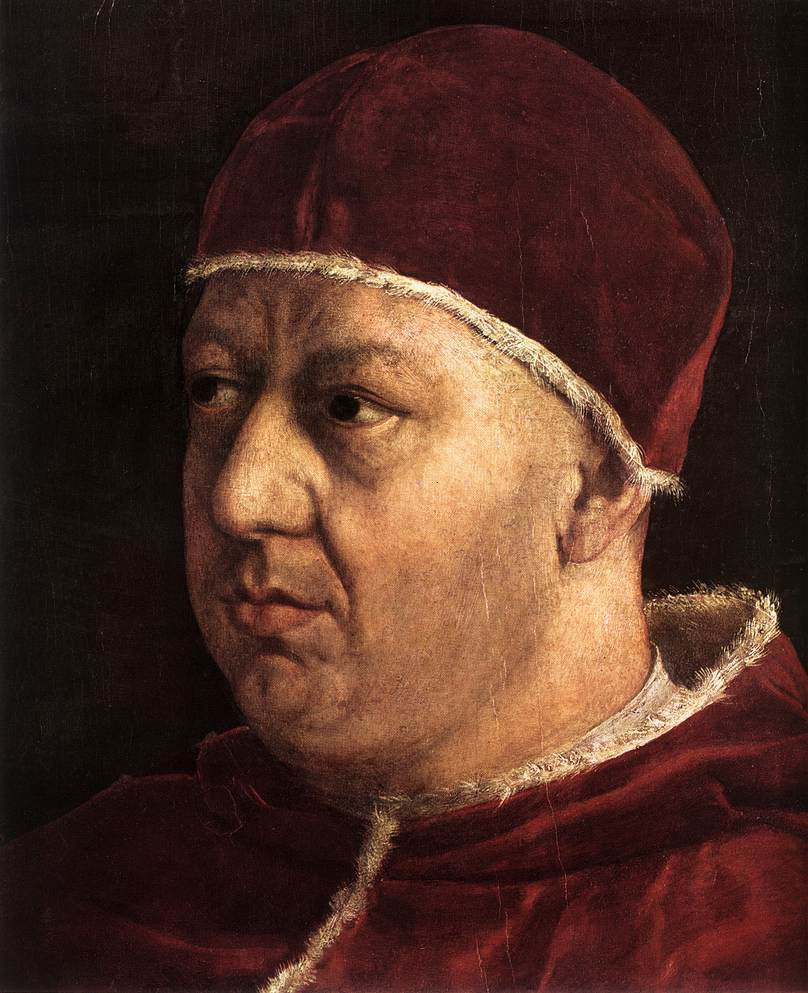
Leo X målning av Rafael Santi

Ärkebiskop Albrecht av Mainz och Magdeburg svarade inte på Luthers brev med de 95 teserna. Han lät kontrollera teserna mot katolska kyrkans lära och vidarebefordrade dem till Rom i december 1517. Han behövde inkomsterna från avlatsbreven för att betala av påvens investeringar i hans förordnande som biskop över mer än ett biskopsdöme. Som Luther senare noterade: "Påven hade också ett finger i syltburken, eftersom hälften av intäkterna skulle gå till byggnationen av S:t Peterskyrkan i Rom".
Påven Leo X var van vid reformivrare och dissidenter från kyrkan, och han svarade långsamt, "med stor omsorg vilket krävs". Under de följande tre åren satte han in en lång rad av katolska teologer och andra sändebud för att bekämpa Luther, med det enda resultatet att reformatorns motstånd mot påven hårdnade. Först gav den dominikanska teologen Sylvester Mazzolini ut en skrift om kätteri mot Luther, som Leo därpå kallade till Rom. Kurfursten Fredrik III av Sachsen övertalade påven att låta Luther examineras i Augsburg, där riksdagen hölls.  Där, i oktober 1518, informerade Luther påvens sändebud kardinal Cajetanus att han inte betraktade påvedömet som del i den bibliska kyrkan, och överläggningarna slutade i ett munhuggande mellan parterna. Mer än de 95 teserna ledde Luthers konfrontation med kyrkan till att han ansågs som påvens fiende. Cajetanus ursprungliga instruktion var att arrestera Luther om han misslyckandes med att få en avbön, men han saknade makten för detta i Augsburg, där kurfursten garanterade Luthers säkerhet. Luther smet från staden under natten utan att ta avsked från Cajetanus.
I januari 1519, i Altenburg i Sachsen, antog påvens sändebud Karl von Miltitz en mer diplomatisk hållning. Luther gjorde vissa medgivande till sachsaren, som var en släkting till kurfursten, och lovade att förbli tyst om hans motståndare var tyst likaså. Däremot var teologen Johann Maier von Eck bestämd om att vilja avslöja Luthers lära för allmänheten. I juni och juli 1519 deltog han vid Luthers kollega Andreas Karlstadts disputation i Leipzig och bjöd in Luther för att hålla tal. Luthers markantaste påstående i debatten var att Matteusevangeliet 16:18 inte tilldelar påven exklusiv rätt att tolka texten, och därför kan varken påven eller kyrkliga myndigheter vara ofelbara. På grund av det utnämnde Eck Luther till en ny Jan Hus, syftande på den tjeckiske reformatorn och kättaren, som brändes på bål 1415. Från det ögonblicket hängav han sig åt att besegra Luther.
I början av juni 1520 kom Luther med en krigsförklaring mot påvedömet. Anledningen var en ny skrift av Sylvester Mazzolini som då kommit honom till handa. I skriften förhärligade Leo X:s hovteolog påvens allmakt och hyllade påvens domsutslag som "ett himmelskt avgörande" som samtliga troende vid straff av "timlig och evig död" måste underkasta sig. Luther gav ut ett eftertryck av skriften, med ett eget kort förord och en efterskrift, för att göra detta verk "till lov och pris för alla fiender till kristlig sanning" tillgängligare för den bildade världen i Tyskland. För första gången uttalade sig Luther här offentligt – om än inte ännu för menige man då han skrev på latin – om det som låg honom på hjärtat: "Tänker och lär man dylikt i Rom med påvens och kardinalernas vetskap (vilket jag hoppas ej vara förhållandet), så förklarar jag härmed rent ut, att den verklige Antikrist tronar i Guds tempel och härskar i detta purpurglänsande Babylon, i Rom, och att det romerska hovet är Satans synagoga." I efterordet konstaterade han att det enda botemedlet mot "de romerska kreaturens raseri" vore "att kejsare, kungar och furstar, utrustade med vapnens våld, reser sig till kamp mot denna jordens pest och avgör saken icke längre med ord utan med järn". Luther fortsatte:

Straffar vi tjuvarna med galgen, mördarna med rättarsvärdet, kättarna med bålet, varför angriper vi då inte med ännu större skäl dessa fördärvets läromästare, dessa påvar, kardinaler och det romerska Sodoms hela avskum, vilka utan återvändo skändar Guds kyrka, med alla vapen och tvättar våra händer i deras blod för att rädda oss och de våra ur den allmänna och i högsta grad farliga branden?

#### Exkommuniceringen
Den 15 juni 1520 varnade påven Luther genom en påvlig bulla (edikt) Exsurge Domine att han riskerade exkommunicering om han inte, inom 60 dagar, gjorde avbön för 41 av meningarna i sina skrivelser, inklusive de 95 teserna. Under den hösten proklamerade Johann Eck bullan i Meissen och andra städer. Karl von Miltitz, ett påvligt sändebud, tänkte förhandla om en lösning, men Luther, som hade sänt påven en kopia av Von der Freiheit eines Christenmenschen (Om en kristen människas frihet) i oktober, tände offentligt eld på bullan och de bifogade påbuden i Wittenberg den 10 december 1520, en handling han försvarade i skrifterna Varför Påven och hans senaste bok är brända  och Avhandling om alla artiklar. Som en konsekvens blev Luther exkommunicerad av Leo X den 3 januari 1521, i bullan Decet Romanum Pontificem.

### Fördraget i Worms
Verkställandet av bullan mot de 95 teserna föll på de jordiska myndigheterna. Den 18 april 1521 infann Luther sig som beordrat vid Fördraget i Worms. Detta var ett möte i det tysk-romerska rikets generalförsamling, som hölls i staden Worms vid Rhen. Mötet hölls från 28 januari till 25 maj 1521, med kejsar Karl V som ordförande. 
Den lag som Karl V framställde i syfte att utfärda en bulla mot Luther vann till en början inte ständernas bifall. Utan att de hade något emot att döma Luther krävde de, i betraktande av hans popularitet hos folket, att Luther skulle bjudas in till mötet och få tillfälle att återkalla sin lära. Till synes motvilligt gick kejsaren ständernas önskan till mötes. Medan hans härold var på väg till Wittenberg offentliggjorde kejsaren ett edikt som verkade ägnat att avskräcka den inkallade från att infinna sig. Det befallde nämligen att kättarens skrifter, såsom fördömda av påven, överallt skulle utlämnas till myndigheterna. Ediktet förbjöd också vid straffpåföljd att trycka, sprida vidare, eller ens att uttala sig positivt om skrifterna. På vägen till Worms erhöll Luther, redan i Thüringen, kännedom om "det förskräckliga mandatet", men fortsatte sin färd. Kurfurste Fredrik III av Sachsen upprätthöll fri lejd för Luther till och från mötet.
Johann Eck, som förde kejsarens talan som assistent åt ärkebiskopen i Trier, presenterade kopior av Luthers verk utlagda på ett bord för Luther och frågade honom om det var hans böcker och om han vidhöll sitt ansvar för deras innehåll. Luther bejakade att han var böckernas författare, men bad om tid för att kunna besvara den andra frågan. Han bad, konsulterade vänner och svarade nästa dag: 

Om jag inte är övertygad av Bibelns bevis eller av en ren orsak (för jag litar inte till varken påven eller myndigheter ensamt, eftersom det är väl känt att de ofta misstagit och motsagt sig själva), jag är bunden av Bibelns ord och mitt löfte till dem och mitt samvete är knutet till Guds ord. Jag kan inte och kommer inte att göra avbön för något, eftersom det varken är säkert eller rätt att gå emot sitt samvete. Gud hjälpe mig. Amen.

Luther påstås ibland ha sagt: "Här står jag. Jag kan inte göra annat". Senare forskning anser att bevisen för det är svaga då dessa ord satts in före "Gud hjälpe mig" endast i senare versioner av talet och inte nämns av något vittne till förhandlingarna.
Under de följande fem dagarna höll mötet interna överläggningar för att besluta Luthers öde. Kejsaren presenterade det slutliga Fördraget i Worms den 25 maj 1521, där Luther förklarades fredlös, hans skrifter bannlystes och krav framställdes att han skulle arresteras: "Vi önskar honom gripen och straffad för sitt notoriska kätteri." Fördraget gjorde det också brottsligt för alla i Tyskland att ge Luther mat eller skydd.

### På borgen Wartburg

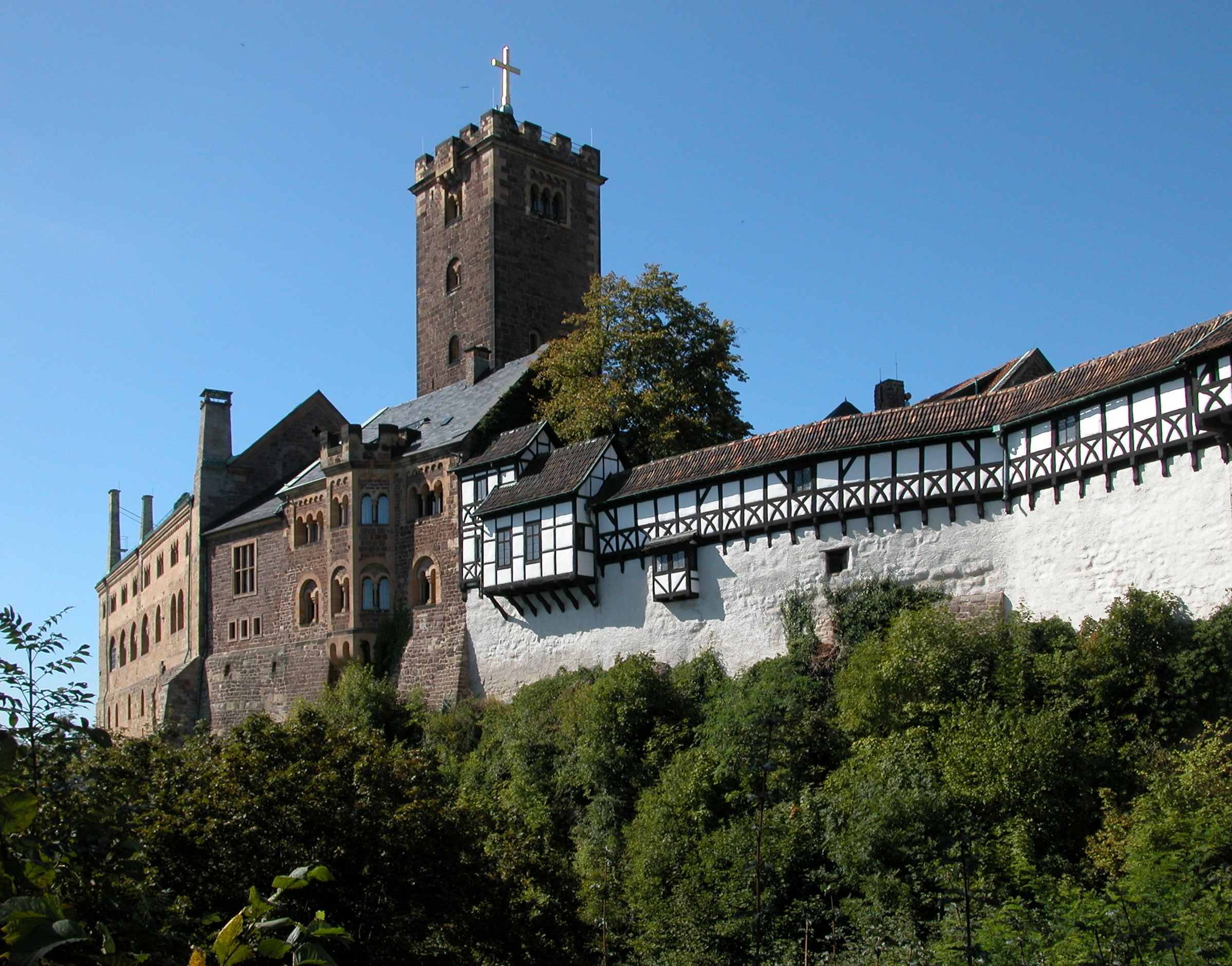
Borgen Wartburg i Eisenach.

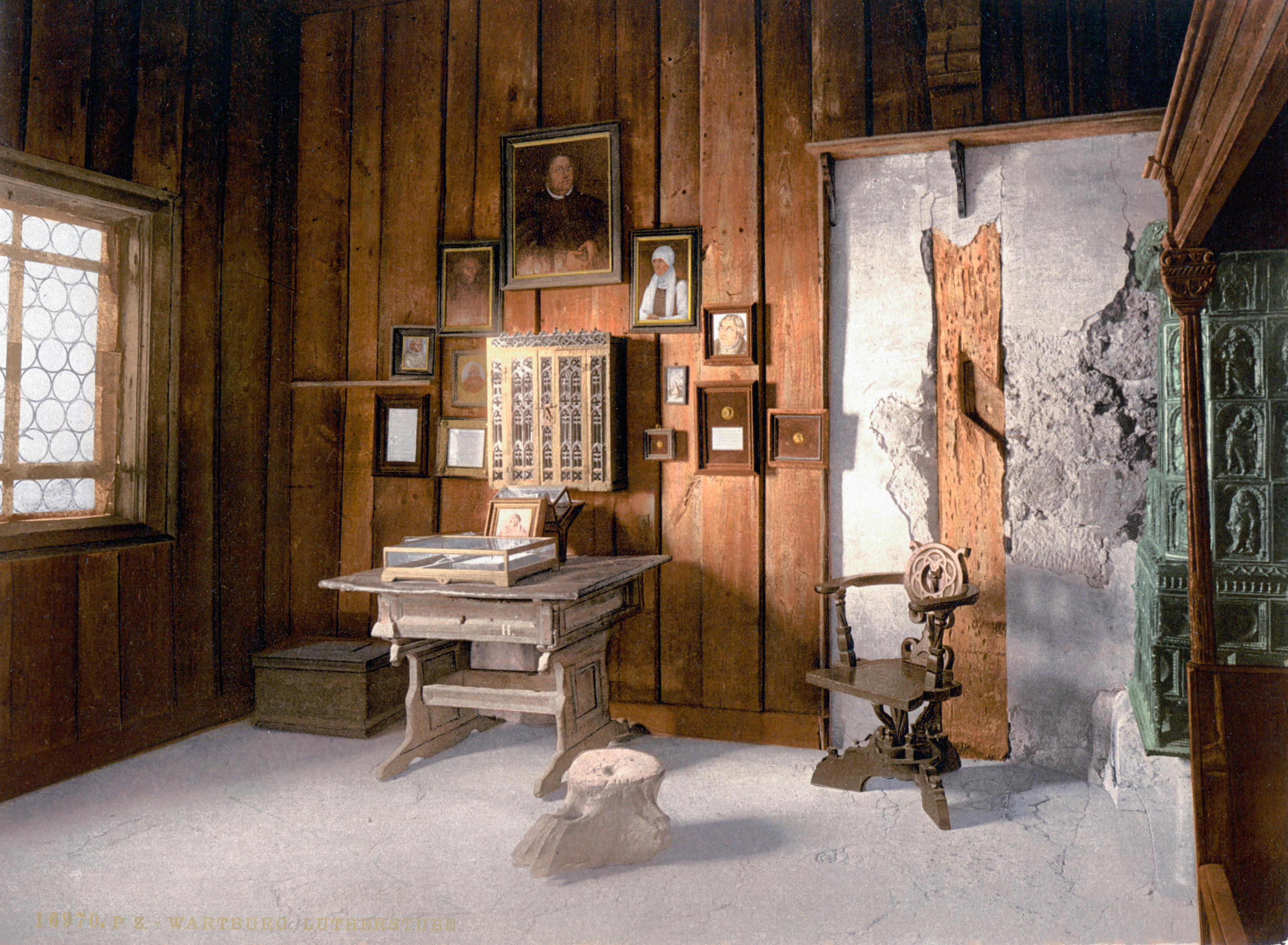
Rummet i Wartburg där Luther översatte Nya testamentet. En originalutgåva av översättningen förvaras under glas på skrivbordet.

Luthers försvinnande under tillbakaresan var planerat. Fredrik III av Sachsen lät maskerade ryttare genskjuta honom på vägen hem, och eskortera honom i säkerhet till borgen Wartburg i Eisenach. Under sin vistelse på Wartburg, som han kallade "mitt Patmos", översatte Luther Nya testamentet från grekiska  till tyska, och vräkte ur sig teologiska och polemiska skrifter. Bland dessa fanns ett förnyat angrepp på Albrekt av Mainz, som han lyckades få att göra uppehåll i försäljningen av avlatsbrev inom sina stift, och en "Vederläggning av Latomus argument", där han framställde sin princip om rättfärdiggörelse för Jacobus Latomus, en ortodox teolog från Louvain.
I detta arbete, ett av hans mest eftertryckliga uttalanden om tro, argumenterade han för att varenda god gärning som utförs i syfte att vinna Guds gunst är synd. Alla människor är syndare av naturen, förklarade han, och endast Guds nåd, som inte kan förtjänas, kan göra dem rättfärdiga. Den 1 augusti 1521 skrev Luther till Melanchthon på samma tema: "Var en syndare, och låt dina synder vara starka, men låt din tro på Kristus vara starkare, och gläds i Kristus, som besegrar synden, döden och världen. Vi kommer att begå synder medan vi är här, för i detta liv bor ingen rättvisa."
Sommaren 1521 utvidgade Luther sitt mål, från individuella troshandlingar som avlat och pilgrimsfärder, till doktriner i själva hjärtat av kyrkans seder. I De abroganda missa privata ("Om avskaffandet av privatmässan") fördömde han uppfattningen om mässan som ett offer såsom avgudadyrkan. Han menade i stället att den är en gåva, som hela församlingen med tacksägelse ska få emotta. Hans essä Von der Beicht. Ob die der Pabst macht habe sie zu gebieten ("Om bikten. Om påven har makt att anbefalla den") förkastade fullständigt obligatorisk bikt och uppmuntrade privat bikt och absolution, eftersom "varje kristen är en biktfader." I november skrev Luther De votis monasticis M. Lutheri iudicium ("Martin Luthers dom över munklöftena"), vari han försäkrade munkar och nunnor om att de kunde bryta sina löften utan att synda, eftersom löften var ett illegitimt och fåfängt försök att vinna frälsning.
Luthers proklamationer från Wartburg kom i takt med den snabba utvecklingen i Wittenberg, som han hela tiden underrättades om. Andreas Karlstadt påbörjade i juni 1521, med stöd av den före detta augustinermunken Gabriel Zwilling, ett radikalt reformprogram som överträffade allt som Luther hade föreställt sig. Reformerna orsakade tumult. Augustinermunkarna revolterade mot sin prior, statyer och ikoner i kyrkor slogs sönder, och magistraten fördömdes. Efter att i hemlighet ha besökt Wittenberg tidigt i december 1521 skrev Luther Eine treue Vermahnung zu allen Christen, sich zu hüten vor Aufruhr und Empörung ("En ärligt menad förmaning till alla kristna att akta sig för uppror och resning"). Wittenberg blev ännu mer osäkert efter julen, då en grupp av svärmiska fanatiker, Zwickauprofeterna, kom dit och predikade revolutionära doktriner såsom människors lika värde, vuxendop och Kristi nära förestående återkomst. När stadens rådsförsamling bad Luther att återvända bestämde han sig för att det var hans plikt att agera.

### Återkomsten till Wittenberg
Luther återvände i hemlighet till Wittenberg den 6 mars 1522. "Under min frånvaro," skrev han till kurfursten, "har Satan tagit sig in i min fårhage och orsakat förödelse som jag inte kan återställa genom att skriva, utan endast genom min närvaro och mina ord." Luther höll under åtta dagar under påskfastan, från söndagen den 9 mars, första söndagen i fastan, Invocavit, åtta predikningar som kom att bli kände som Invocavitpredikningarna. I dessa predikningar hamrade han in kristna kärnvärden som kärlek, tålamod, välgörenhet och frihet och påminde folket att lita på Guds ord, snarare än våld, för att få den nödvändiga förändringen.

Vet ni vad djävulen tänker när han ser människor använda våld för att propagera för evangeliet? Han sitter med korsade armar bakom helvetets eldar och säger med ondskefull min och ett skrämmande flin: "Åh, så klokt dessa galningar spelar mitt spel! Låt dem fortsätta; jag ska skörda frukterna. Jag glädjer mig åt det." Men när han ser Ordet fara och kämpa ensamt på slagfältet, darrar han av skräck.

Luthers ingripande fick omedelbar effekt. Efter den sjätte predikningen skrev Wittenberg-juristen Jerome Schurf till kurfursten: "Åh, vilken lycka dr Martins återkomst har spridit bland oss. Hans ord, genom gudomlig nåd, får varje dag vilseledda människor tillbaka till sanningens väg."
 

Luther återställde och modifierade den nya kyrkans lära. Genom att arbeta tillsammans med myndigheterna för att återställa den allmänna ordningen, visade han sig som en konservativ kraft inom reformationen. Efter att ha förvisat Zwickau-profeterna, stod han inte bara inför en strid mot den etablerade kyrkan utan även mot radikala reformatorer som hotade den nya kyrkan genom att skapa oroligheter och våldsamheter.
Trots sin framgång i Wittenberg lyckades inte Luther att stävja radikalismen längre bort. Zwickauprofeter som Nicholas Storch och Thomas Müntzer hjälpte till att starta Tyska bondekriget 1524–1525, där många illdåd begicks, ofta i Luthers namn. Bondeuppror hade förekommit i mindre skala sedan 1400-talet. Luthers pamfletter mot kyrkan och dess hierarki, med liberala fraser, ledde många att tro att han skulle stödja en attack mot de övre klasserna i allmänhet. Revolter bröt ut i Franken, Schwaben och Thüringen 1524 och de fick även stöd från missnöjda adelsmän, varav många var skuldsatta. Revolterna fick styrka genom radikala ledare som Müntzer i Thüringen och Michael Gaismair i Tyrolen, och upproren utvecklades till krig.
Luther sympatiserade med några av böndernas klagomål, vilket han visade i sitt svar till De tolv artiklarna i maj 1525, men påminde de förtryckta att lyda de världsliga myndigheterna. Under en resa till Thüringen blev han rasande över brännandet av kloster, biskopspalats och bibliotek, I Wider die räuberischen und mörderischen Rotten der Bauern ("Mot de mordiska och tjuvaktiga bondehoparna"), som skrevs när han återvänt till Wittenberg, förklarade han evangeliernas syn på rikedom och förbannade våldet som djävulens verk och manade adeln att avliva rebellerna som galna hundar: 

Låt därför alla som kan slå, dräpa och knivhugga göra det, i hemlighet eller öppet, med åtanke att inget kan vara mer giftigt, skadligt eller djävulskt än en rebell ... Dopet frigör inte människans kropp eller egendomar, utan själen; evangelierna gör inte gods till allmän egendom, utom i de fall där de som av egen fri vilja gör som apostlarna och lärjungarna gjorde i Apostlagärningarna 4:32–37. De krävde inte, eller gjorde som våra galna bönder, att andras egendomar, som Pilatus eller Herodes, skulle bli allmänna, utan bara sina egna ägodelar. Våra bönder vill dock att andras egendomar ska bli gemensamma, men behålla sina egna själva. Vilka fina kristna! Jag tror inte att det finns en enda djävul kvar i helvetet; de har alla farit i bönderna. Deras galenskap går bortom alla gränser.

Luther stödde sin opposition mot rebellerna på tre grunder. För det första ignorerade de, när de valde våld framför att underkasta sig det sekulära styret, Kristus slutsats "Åt kejsaren vad kejsaren tillhör". Paulus hade i episteln Romarbrevet 13:1–7 skrivit att alla myndighetspersoner är utvalda av Gud och därför inte ska förnekas. Denna referens till Bibeln utgör grunden till den kända doktrinen Konungars gudomliga rätt, eller, i det tyska fallet, furstarnas gudomliga rätt. För det andra placerade böndernas våldshandlingar, såsom uppror, röveri, och plundring, dem "utanför Guds och Kejsarens lagar," så de förtjänade "död till kropp och själ, som stråtrövare och mördare." Slutligen anklagade Luther rebellerna för blasfemi då de kallade sig för "Kristna bröder" och förrättade sina syndfulla handlingar under Evangeliets baner.
Utan Luthers stöd till upproret lade många rebeller ned sina vapen; andra kände sig förrådda. Det schwabiska förbundets seger över bönderna vid Slaget vid Frankenhausen den 15 maj 1525, som följdes av Müntzers avrättning den 27 maj, ledde till att det revolutionära stadiet av reformationen avslutades. Därpå fick radikalismen en utlöpare i den anabaptistiska rörelsen och andra sekter, medan Luthers reformation blomstrade under beskydd från den sekulära världens mäktiga.

### Giftermål

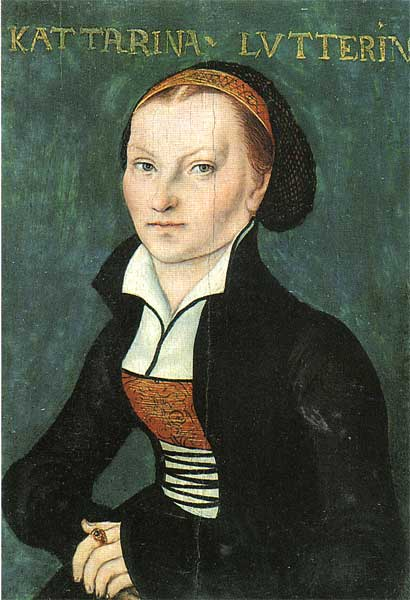
Katharina von Bora, Luthers fru, av Lucas Cranach d.ä., 1526

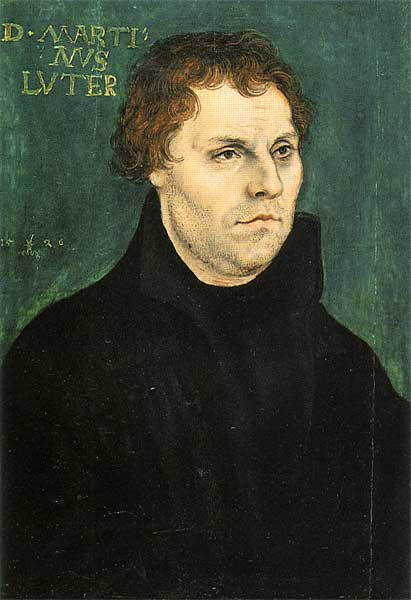
Martin Luther, avbildad tillsammans med sin fru

På kvällen den 13 juni 1525 gifte sig Luther med Katharina von Bora, en av de 12 nunnor som han hade hjälpt efter att de flytt från det cisteriska konventet i Nimbschen i april 1523, då de blev utsmugglade på en vagn som levererade matvaror till klostret. Nunnorna lämnades hos Luther som hjälpte till att gifta bort, alternativt skaffa anställning för de förrymda nunnorna, eftersom deras familjer inte ville ha dem tillbaka.  "Plötsligt, medan jag var upptagen med helt annorlunda tankar," skrev han till Wenceslaus Link, "har Herren stött mig in i äktenskapet." Katharina var 26 år gammal, Martin var 42.
Några präster och tidigare munkar hade redan gift sig, inklusive Andreas Karlstadt och Justus Jonas, men med Luthers bröllop beseglades godkännandet av prästers äktenskap. Han hade länge fördömt klosterlöftet om celibat på bibliska grunder, men hans beslut att gifta överraskade många, inte minst Melanchthon, som kallade det vårdslöst. Dock även Melanchthon gifte sig, bodde sedan granne med Luther och deras barn blev bästa vänner. Luther hade skrivit till Georg Spalatin den 30 november 1524: 

Jag skall aldrig ta en fru, som jag mår för tillfället. Inte för att jag är okänslig för mitt kött eller kön (för jag är varken trä eller sten); men mitt sinne är motvilligt till äktenskap då jag dagligen förväntar mig döden för en kättare.

Före giftermålet hade Luther levt på den enklaste kost, och som han själv medgav hade hans mögliga säng inte blivit ordentligt bäddad på månader. Luther och hans brud flyttade in i ett tidigare kloster, "Det svarta klostret", en bröllopsgåva från den nye kurfursten Johan den ståndaktige av Sachsen (1525–32). De påbörjade vad som syns vara ett gott och lyckosamt äktenskap, även om pengar ofta var en bristvara. Nämnas bör att Luther aldrig tog ut något arvode för alla de otaliga skrifter som publicerades som var skrivna av honom. De pengarna tog han inte emot, så det blev boktryckerierna som blev rika på publiceringen av hans skrifter.  Utöver att skaffa sex barn, (fyra överlevde till vuxen ålder), tog Luther hand även om sina bortgångna systrars åtta barn.  Katharina hjälpte paret att förtjäna sitt levebröd genom trädgårdsodling, grisavel och genom att hysa inackorderingar av olika slag och studenter till universitetet som hyresgäster. Luther anförtrodde sig till Michael Stiefel den 11 augusti 1526: "Min Käthe är i allt så omtänksam och snäll mot mig att jag inte bytte ut min fattigdom mot Krösus' alla rikedomar."

### Organisering av kyrkan
År 1526 blev Luther mer och mer upptagen med att organisera reformationsrörelsen inom kyrkan. Hans bibliska ideal att församlingen själv skulle välja sina präster hade visat sig vara ogenomförbart. Baiton skriver: 

Luthers dilemma bestod i att han ville upprätta både en bekännelsekyrka grundad på personlig tro och erfarenhet och en territorialkyrka som skulle omfatta alla som bodde inom ett visst område. Om han tvangs att välja, skulle han ta den stora massans parti och det var den riktning han kom att slå in på.

Mellan 1525 och 1529 upprättade Martin Luther en kontrollerande kyrkoorganisation, utarbetade en ny form för gudstjänst och skrev en tydlig sammanfattning av den nya läran i form av två katekeser. För att undvika att förvirra eller uppröra folket undvek han extrema förändringar. Han ville inte heller byta ut ett kontrollsystem mot ett annat. Han fokuserade på kyrkan i kurfurstendömet Sachsen och agerade endast som rådgivare åt kyrkorna i andra territorier, varav flera följde hans sachsiska modell. 

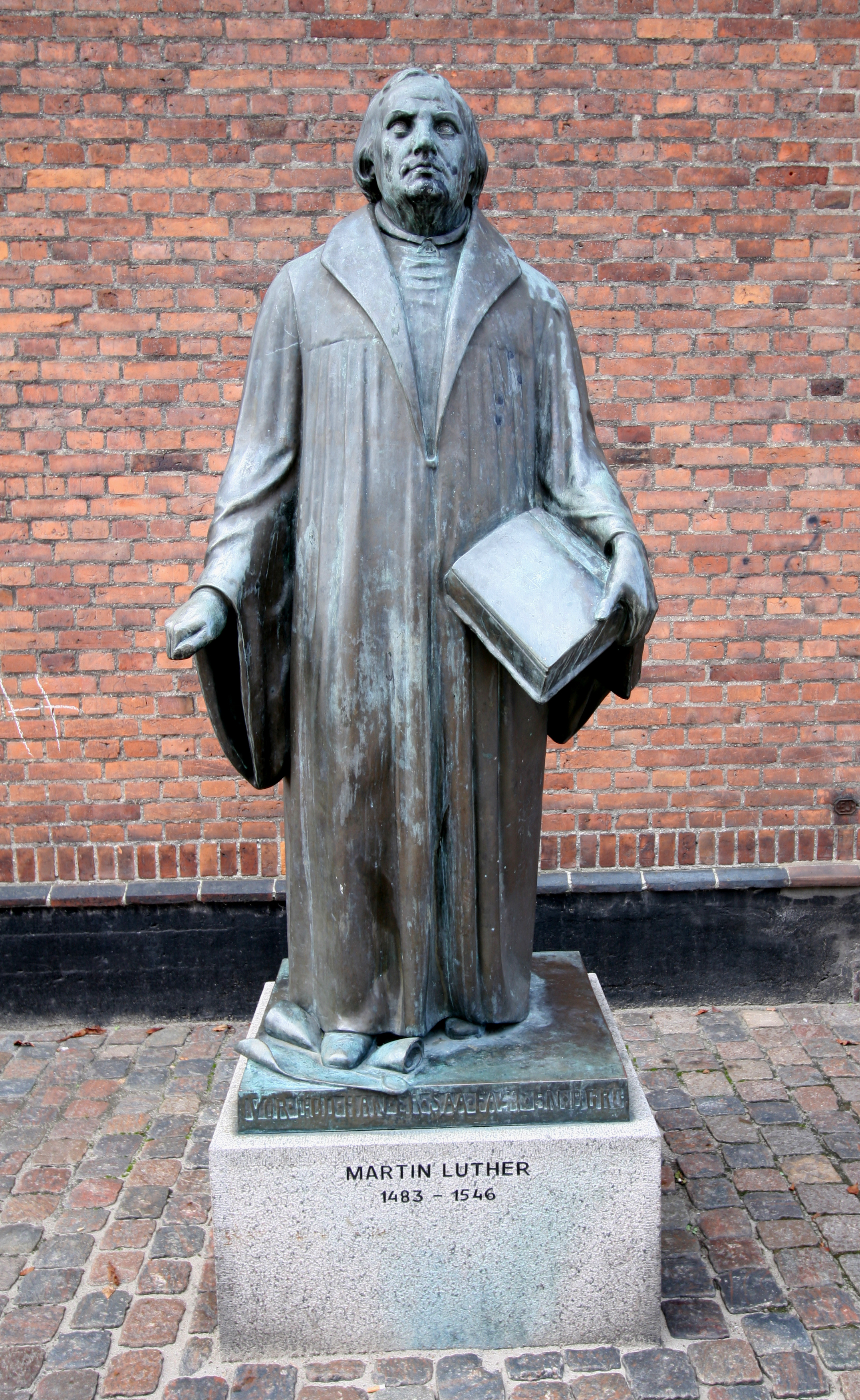
Staty av Luther i Köpenhamn.

Han arbetade i nära samarbete med den nye kurfursten Johan den ståndaktige till vilken han vände sig för sekulär ledning och finansiering för en kyrka som i hög grad berövats sina tillgångar och inkomster efter brottet med Rom. För Luthers biograf Martin Brecht var det här partnerskapet "början på en tvivelaktig och till en början oavsiktlig utveckling mot en kyrka ledd av en världslig härskare." Kurfursten utfärdade kanoniska visitationer av kyrkan, något som tidigare gjorts av biskopar.
Ibland gick inte Luthers praktiska reformer upp mot hans tidigare, radikala proklamationer. Till exempel underströk skriften Unterricht der Visitatoren an die Pfarrherren in Sachsen ("Meddelande från visitatorerna till kyrkoherdarna i Sachsen", 1528), författad av Melanchthon med Luthers godkännande, botgöringens roll i syndernas förlåtelse, trots Luthers ståndpunkt att tron allena garanterar rättfärdighet. Reformatorn Johannes Agricola från Eisleben protesterade mot denna kompromiss, och Luther fördömde honom för att han lärde att tron är åtskild från gärningarna. Unterricht är ett problematiskt dokument för dem som söker en konsekvent evolution i Luthers tankar och praktik.
Som svar på krav på en tysk liturgi skrev Luther en tysk mässa, som han publicerade tidigt 1526. Han avsåg inte att den skulle ersätta hans 1523 författade bearbetning av den latinska mässan, utan att den skulle vara ett initiativ för "enkelt folk", en "offentlig stimulans för folk att tro och bli kristna." Luther baserade denna mässordning på den katolska gudstjänsten, men utelämnade "allt som har en anstrykning av offer", och mässan blev en rit där alla emottog både vinet och brödet. Han behöll elevationen av hostian och kalken, medan tillbehör så som mässkrud, altare och ljus gjordes valfria, vilket tillät viss frihet i gudstjänsten. Vissa reformivrare, bland andra anhängare till Huldrych Zwingli, ansåg att Luthers mässa var för papistisk, och moderna forskare noterar att Luthers alternativ till den katolska mässan präglas av konservatism. Luthers mässa innefattade dock att församlingen sjöng hymner och psalmer på tyska, liksom även delar av liturgin, såsom Luthers enstämmiga tonsättning av trosbekännelsen. För att nå ut till vanligt folk och till unga inlemmade Luther religiös handledning i vardagsmässorna, i form av katekesen. Han utformade även förenklade versioner av dop- och bröllopsgudstjänster.
Luther och hans kollegor introducerade den nya gudstjänstordningen under sin visitation i kurfurstendömet Sachsen, som började 1527. De utvärderade även standarden på själasorgen och den kristna utbildningen i territoriet. "Hjälp, käre Gud, så mycket elände jag har sett!" skrev Luther. "Det olärda folket, särskilt i byarna, vet ju alls ingenting om den kristna läran, och tyvärr äro många kyrkoherdar alldeles oskickliga och oförmögna att ge undervisning.".

#### Katekesen
Martin Luther utformade katekesen för att förmedla kristendomens grunder till församlingarna. År 1529 skrev han Stora katekesen, en instruktion för präster och lärare, samt en sammanfattning, Lilla katekesen, som folket självt skulle memorera. Katekeserna ger lättförståeligt undervisnings- och andaktsmaterial om Tio Guds bud, den apostoliska trosbekännelsen, Herrens bön, dopet och den sista nattvarden. Luther samlade frågor och svar i katekesen, så att grunden i kristen tro inte bara skulle bankas in "så som apor gör det", utan verkligen förstås.
Katekesen är ett av Luthers mest personliga arbeten. "Angående planen att samla mina skrifter i volymer," skrev han, "är jag tämligen kallsinnig och inte alls angelägen därom, för jag är upprymd av en saturnisk hunger och skulle hellre se dem alla förstörda. För jag erkänner ingen av dem som mina böcker, förutom kanske Om den trälbundna viljan och katekesen." Lilla katekesen har fått högt anseende som en förebild för tydlig religionsundervisning. Den används än i dag, tillsammans med Luthers psalmer och hans översättning av Bibeln.
Luthers Lilla katekes visade sig vara särskilt effektiv i att hjälpa föräldrar att undervisa sina barn, medan den Stora katekesen var effektiv för präster. De var skrivna på tyskt folkspråk och framställde trosbekännelsen med ett enklare, trinitariskt språk. Han skrev om varje punkt i trosbekännelsen för att uttrycka Faderns, Sonens och Den helige andes beskaffenhet. Luthers mål var att få kyrkonoviserna att se sig själva som personliga föremål för treenighetens tre personers verk, och att alla tre verkar i novisens liv. Luther beskriver alltså inte treenigheten som en dogm att lära in, utan som personer att lära känna. Fadern skapar, Sonen frälser och Anden gör heligt - en gudomlig enhet med skilda personligheter. Frälsning börjar med Fadern och drar den troende till Honom. Luthers behandling av trosbekännelsen måste förstås i samma sammanhang som Dekalogen och Herrens bön, som också är del i luthersk katekesundervisning.

### Konflikt kring synen på nattvarden
I oktober 1529 lät Filip av Hessen kalla samman en konferens i Marburg där tyska och schweiziska teologer skulle försöka fastställa gemensamma dogmer och principer för de nyomvända, protestantiska, nationerna. Man hade ställt upp femton grundteser som man ville försöka enas om, och man lyckades också uppnå konsensus kring fjorton av dessa, undantaget var nattvardens sanna natur, en fråga som var avgörande för Luther.
Teologerna, bland vilka återfanns till exempel Zwingli, Melanchthon, Martin Bucer, och Johannes Oecolampadius, tolkade innebörden i Jesu ord ”Detta är min lekamen, som varder utgiven för eder” och ”Denna kalk är det nya förbundet, i mitt blod”  (Första Korinthierbrevet 11:23–26) på olika sätt. Luther hävdade att Jesus verkligen var närvarande, i kött och blod, i nattvarden som han kallade ”det förenande sakramentet”, medan hans motståndare ansåg att Gud endast var symboliskt eller andligen närvarande  Zwingli, till exempel, förnekade att Jesus skulle vara förmögen att befinna sig på mer än en plats samtidigt medan Luther å andra sidan framhöll hans förmåga att vara allestädes närvarande. Enligt de protokoll som finns bevarade urartade diskussionerna stundom till rena konflikter. Zwingli citerade Kristi ord ”Köttet vinner intet” (Johannesevangeliet 6:63) och sade att detta uttalande knäckte Luther och hans tolkning av nattvarden. Luther genmälde då att Zwingli inte skulle vara så säker på det, då tyskar inte knäcks så lätt, och han skulle komma ihåg att de befann sig i Hessen, inte i Schweiz. På sin skrivtavla skrev Luther med krita orden ”Hoc est corpus meum” (Detta är min kropp) för att visa att han var orubblig i sin ståndpunkt.
Trots de dispyter kring nattvarden som uppstod banade Marburgkonferensen väg för undertecknandet av den augsburgska bekännelsen år 1530, och för bildandet av det Schmalkaldiska förbundet året därpå av ledande protestantiska adelsmän såsom Johan Fredrik I av Sachsen, Filip av Hessen och Georg av Brandenburg-Ansbach. De schweiziska städer som anslutit sig till reformationen skrev dock inte under dessa fördrag. Luther fann sig vara ledare för en religiös fraktion inom protestantismen, istället för den reformatoriska rörelsen i sin helhet. Än idag finns det skillnader mellan olika protestantiska kyrkors syn på nattvardens sanna natur.

### Augsburgska bekännelsen
Som en följd av belägringen av Wien, valde Karl V att år 1530 sammankalla det kejserliga rådet i syfte att ena det Heliga romerska riket av tysk nation i kampen mot turkarna. För att uppnå detta var han tvungen att först förhandla fram en lösning på de religiösa konflikterna inom riket. Detta skulle ske med respekt visad alla de olika religiösa uttolkarnas synpunkter.  Han bad om att få en utsaga som förklarade evangelikernas ståndpunkter, och en sådan sammanställdes av Luther, Melanchthon och deras kollegor från Wittenberg. Melanchthon var den som skrev själva dokumentet, som kommit att kallas den Augsburgska bekännelsen. Melanchthon levererade dokumentet personligen till Augsburg där det lästes upp för kejsaren och det kejserliga rådet den 25 juni 1530. Luther stannade kvar i Sachsen, då han fortfarande var bannlyst, och saknade ett pass som hade tillåtit honom att närvara vid det kejserliga rådet. De skrifter han producerade under sina 165 dagar i Coburg, inklusive Uppmaning till hela prästerskapet som församlats i Augsburg, visar på att han, till skillnad från Melanchthon, hade bestämt sig för att inte gå med på några kompromisser.
Trots att den Augsburgska bekännelsen hade skrivits med tanke på att hålla språket fritt från alltför stridbara begrepp, och innehållet fritt från angrepp på påvemakten, förkastades den av rådet den 22 september. Reformatorerna beordrades att avsvära sig kätteriet samt underkasta sig den katolska kyrkans överhöghet före april det följande året, eller finna sig i krig med kejsardömet. Detta beslut bekräftade Luthers åsikt att uppdraget varit lönlöst från början. Följden av beslutet blev att de protestantiska furstarna bildade en militärallians, det Schmalkaldiska förbundet, vilket fick Luthers försiktiga stöd i Varning till Hans kära tyska folk år 1531, där Luther menade att ligans bildande handlade om självförsvar. Den Augsburgska bekännelsen hade kommit att utgöra den trosförklaring protestanterna var villiga att dö för. Även om den utgjorde en modifierad version av Luthers egentliga ståndpunkter har den betraktats som den första lutherska trosbekännelsen.

### Filip den ädelmodiges tvegifte

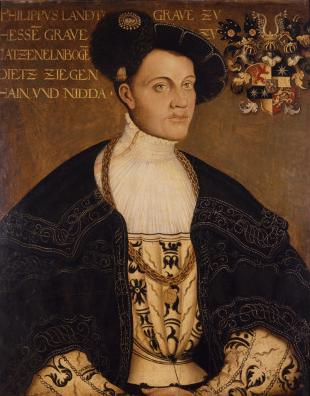
Philipp av Hessen

Filip den ädelmodige, lantgreve av Hessen, ville gifta sig med en av sin hustrus hovdamer, och bad om Luthers, Philipp Melanchthons och Bucers godkännande i december 1539. Han hänvisade till patriarkernas polygami och ville gifta sig ”på turkiskt sätt” med ytterligare en kvinna. Han kunde inte skilja sig från sin fru som han äktade av politiska skäl. Han påstod att hans fru gick med på detta. Luther, Melanchthon och Bucer befann sig i ett svårt dilemma. Filip von Hessen var en av Schmalkaldiska förbundets huvudmän. Om en sådan nyckelperson avföll, skulle förbundet bli svagare eller eventuellt falla sönder. Först rådde de Filip i en promemoria att försöka stävja sina lidelsefulla frestelser. Då Filip envisades, gick de motsträvigt med på att göra honom till viljes. Teologerna var inte beredda att ta ett generellt beslut, utan rådde honom motvilligt att gifta sig i hemlighet och hålla tyst om saken. Den 4 mars 1540 gifte han sig med sin bihustru, Margareta von der Saale, med Melanchthon och Bucer bland vittnena, med villkoret att äktenskapet skulle vara hemligt. Margareta von der Saales mor hade för att försvara sin dotters rykte avslöjat giftermålet och utpekade Luther och Bucer som ansvariga för detta. Resultat blev en skandal som skadade det Schmalkaldiska förbundet nästan lika mycket. Man krävde att promemorian och äktenskapspappren skulle offentliggöras, men Luther vägrade med hänvisning till bikten. Luther rådde Filip att förneka äktenskapet, vilket Filip gjorde under den påföljande tvisten. Filip höll dokumentet hemligt och det blev känt först på 1650-talet.. Eftervärlden hade olika åsikter om skandalen.  Kyrkohistorikern Martin Brecht menar det att ge Filip dessa råd var ett av de värsta misstag Luther gjort, och historien håller Luther ansvarig för detta, förutom lantgreven själv som var direkt ansvarig. Brecht menar att Luthers misstag inte var att ge privata råd som präst, utan att han missbedömde de politiska konsekvenserna. Heiko Oberman menar att händelserna skadade bestående Luthers rykte.

### De sista åren

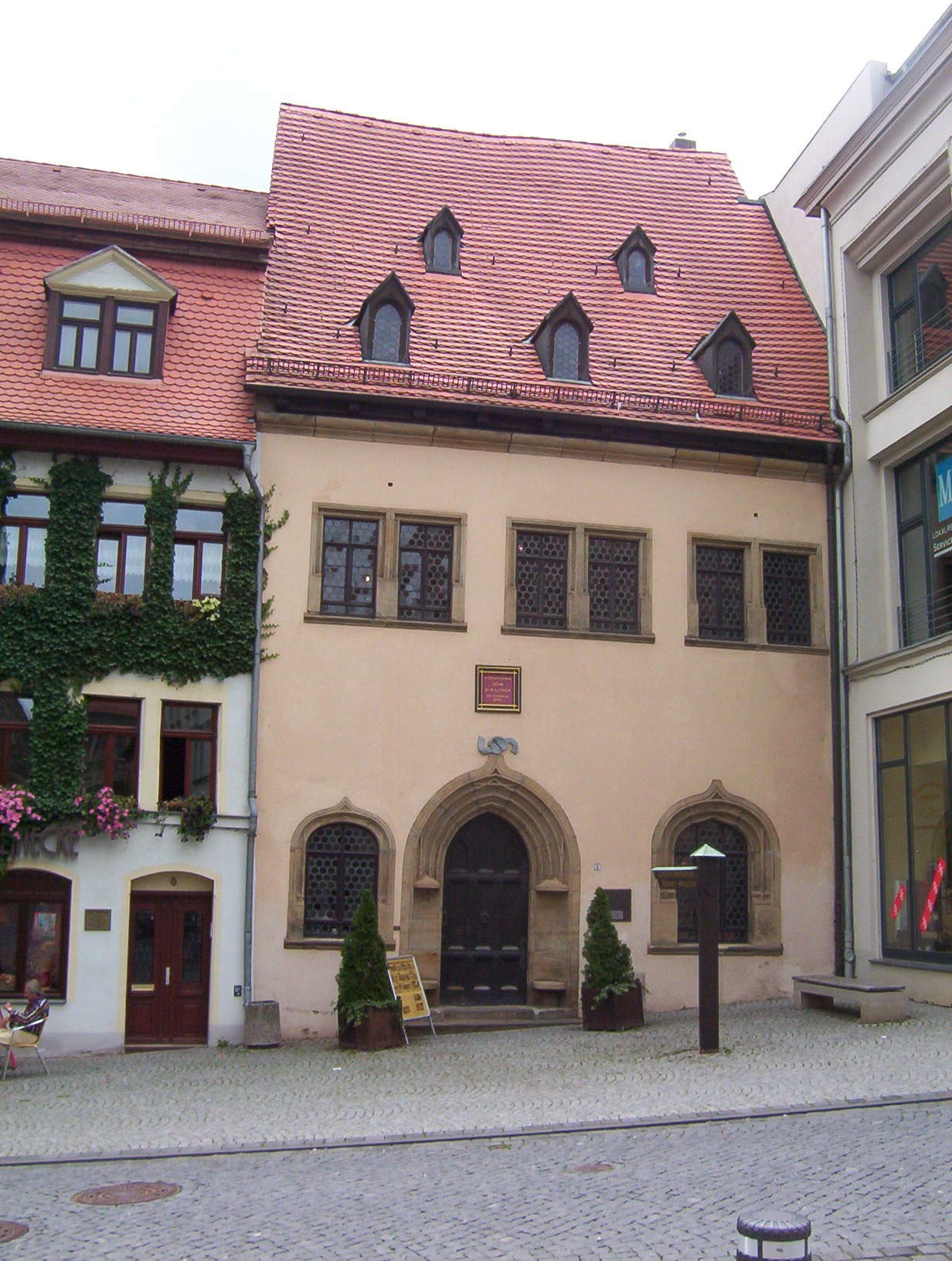
Huset där Luther gick bort.

Luther och hans kamrater levde ständigt i bödelns skugga. I 25 år fanns det ett ständigt hot om att de skulle kastas på bålet, om och när den ömtåliga politiska situationen skulle vända. Det var rena rama turen att de hade undgått avrättning. Denna ständiga stress tog ut sin tribut. 
Luther hade lidit av dålig hälsa under många år. Hans svaga fysiska hälsa ledde till ett hetare temperament och ännu skarpare uttryck i sina skrifter och kommentarer. Hans fru Katharina hördes en gång säga: "Käre make, du är för elak" och han svarade: "De lär mig att vara elak."
Han led bland annat av Ménières sjukdom, med svår yrsel, svimning, tinnitus, och hans syn var nedsatt av grå starr i ena ögat. Från 1531 till 1546 förvärrades hans hälsotillstånd ytterligare. Åren efter striderna med Rom, fiendskapen med hans motståndare och bland hans medreformatörer, skandalen som följde av Filip av Hessens bigami, en incident i vilken Luther hade spelat en ledande roll, bidrog till den allt sämre hälsan. År 1536 började han att lida av njursten och stenar i urinen, samt artrit och en öroninfektion som spräckte hans ena trumhinna. I december 1544 började han få symtom på kärlkramp.
Under sin sista resa ville Luther hälsa på sina släktingars familjer i Mansfeld. Han ville hjälpa sin släkt. Släktingarna fortsatte gruvdriften av fadern Hans Luthers kopparhandel. Deras levebröd var nu hotat av greve Albrecht av Mansfeld som ville ha industrin under sin kontroll. Konflikten involverade och berörde alla Mansfelds fyra grevar: Albrecht, Philip, Johan Georg och Gerhard. Luther reste till Mansfeld två gånger under senare delen av 1545 för att delta i förhandlingarna för ett avslut, och en tredje resa krävdes tidigt på året 1546 för kompletteringar av överenskommelsen.
Sin sista predikan höll han i Eisleben, sin födelseplats, den 15 februari 1546, tre dagar före sin död. Den var "genomgående ägnad mot de förhärdade judarna, som var ett akut problem att undanröja från allt tyskt territorium," med hänvisning till Léon Poliakov. James Mackinnon skriver att den avslutades med en "glödande uppmaning att driva judarna med pick och pack från deras tillhåll mitt ibland oss, om de inte avsa sig sitt förtal och sitt ocker och blev kristna." Luther sa, "vi skall praktisera kristen kärlek mot dem och be för att de ska konvertera," men också för att de är "våra allmänna fiender ... och om de kan döda oss alla, så skulle de gladeligen göra det. Och så gör de ofta."
I Mansfeld avslutades förhandlingarna lyckosamt den 17 februari 1546. Efter klockan åtta, började han få besvär av bröstsmärtor. När han gått till sängs bad han: "I dina händer överlåter jag min ande; du har frälst mig, O Herre, trofaste Gud" Psaltaren 31:5, den allmänna bönen för de döende. Klockan ett på natten vaknade han med starkare bröstsmärtor och värmdes med heta handdukar. Han tackade Gud för att ha uppenbarat för honom sin Son på vilken han hade tro. Hans kompanjoner, Justus Jonas och Michael Coelius, ropade högt, "Vördade fader, är du redo att dö förlitande dig på din Herre Jesus Krist och bekänna den lära som du har undervisat i hans namn?" Ett distinkt "Ja" var Luthers svar.
Ett slaganfall berövade honom hans talförmåga och han avled kort därefter klockan kvart i 3 på eftermiddagen den 18 februari 1546 i en ålder av 62 år, i Eisleben, staden där han fötts. Han begravdes i slottskyrkan i Wittenberg, under altaret.
En papperslapp hittades senare på vilken han hade skrivit ned sin sista vilja. Denna var på latin, bortsett från de tyska orden Wir sein pettler ("Vi är tiggare").
1. Ingen kan förstå Vergilius Bucolica om han inte först har varit herde under fem år. Ingen kan förstå Vergilius Georgica, om han inte har varit bonde under fem år.

2. Ingen kan förstå Ciceros brev (så undervisar jag), om han inte har ägnat sig åt affärer i en framstående stat under tjugo år.

3. Vet att ingen kan ha överseende med de Heliga skrivarnas tillräcklighet, om han inte har styrt kyrkor under hundra år tillsammans med profeter som Elia, Elisha, Johannes döparen, Kristus och apostlarna.

Angrip inte denna gudomliga Aeneid; nej, fall hellre framstupa med vördnad till jorden som den beträder.

Vi är tiggare: detta är sant.

## Författarskap

### Översättning av Bibeln

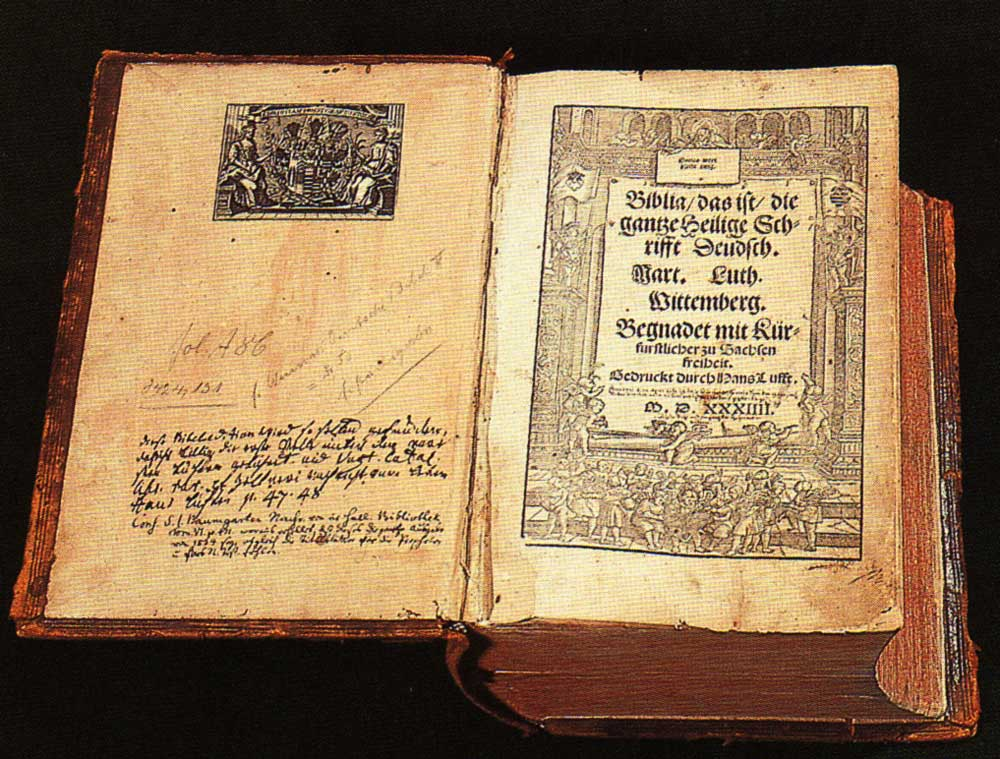
Luthers bibel från 1534.

Luther hade publicerat sin tyska översättning av Nya testamentet 1522, och han och hans medhjälpare färdigställde översättningen av Gamla testamentet 1534 och hela Luther-Bibeln gavs ut. Han fortsatte att förbättra översättningen under resten av sitt liv. Han hade hjälp av Philipp Melanchthon, som var professor i grekiska, Caspar Cruciger och Jonas Justus med delar av översättningen. Andra hade översatt Bibeln till tyska tidigare, men Luther skräddarsydde sin översättning enligt sin egen lära. När han fick kritik för att han lade till ordet "allena" efter "tro" i Romarbrevet 3:28, svarade han: "Det är mitt testamente och min översättning, och den ska fortsätta att vara min.". Resultatet blev en evangelikal Bibel, som anpassats för den framväxande lutherska kyrkan.
Luthers översättning använde en variant av tyska som talades vid det saxiska kansliet och var begriplig för tyskar från både norr och söder. Avsikten med hans kraftfulla, direkta språk var att göra Bibeln tillgänglig för gemene man, "för vi tar bort hinder och svårigheter så att andra kan läsa den utan problem." Den gavs ut vid en tid då det fanns en växande efterfrågan på tyskspråkiga verk och Luthers översättning blev snart den populäraste bibelöversättningen. Därigenom var den ett betydelsefullt bidrag till det tyska språket och den tyska litteraturens utveckling. Den hade noter och förord av Luther, och pryddes av träsnitt av Lucas Cranach d.ä. med antipåvliga bilder, som spelade en viktig roll i spridandet av Luthers lära i Tyskland. Luther-Bibeln influerade andra översättningar till olika modersmål, som William Tyndales engelska bibel, som var en föregångare till King James Bible.

### Psalmer
Luther var en produktiv psalmförfattare, och diktade bland många andra psalmer "Vår Gud är oss en väldig borg."  Luther öppnade vägen för en sammanfogning av klassisk kyrkomusik och folkmusik, av alla typer, för prästerskapet och lekmännen, män, kvinnor och barn. Hans tanke bakom denna sammanfogning var att psalmer skulle sjungas på tyska i samband med dyrkan av Gud i skolan, hemmet och på den offentliga arenan.
Luthers 1524 trosbekännelsepsalm "Vi tro uppå en Gud" är en tre verser lång bekännelse av tron förebådade Luthers år 1529 tredelade förklaring av den Apostoliska trosbekännelsen i Lilla katekesen. Luthers psalmer, som anslöt till och utvecklades ur en äldre tysk trosbekännelse, fick stor spridning och användning i den inhemska Lutherska liturgin så tidigt som år 1525. Bland 1500-talets lutherska psalmer finns också Vi tror på en allsmäktig Gud bland katekesens psalmer, även om den i 1800-talets psalmböcker omnämndes som en treenighetspsalm snarare än en trosbekännelse. 1900-talets lutheraner använder knappast alls psalmen, som bedöms som svårsjungen.
Luthers psalmversion Vår Fader, som i himlen är ("Vater Unser in Himmelreich,") från 1538 korresponderar exakt till Luthers förklaring av bönen Fader vår, i Lilla katekesen med en vers för var och en av bönens sju framförda önskemål, plus en öppnings- och avslutningsvers; psalmen fungerade både som en del i gudstjänsten liturgiska framförande av "Herrens bön" och som ett särskilt avsnitt vid förhören av kandidaterna som skulle avlägga examen om katekesens innehåll. Det kompletta manuskriptet uppvisar många revideringar, som visar på Luthers omsorg om att klargöra och förstärka texten och för att åstadkomma den bönesångens rätta ton. Andra 1700-tals och 1900-talsomdiktningar av Herrens bön har anslutit till Luthers melodi, trots att moderna texter är påtagligt kortare.
Luther skrev "Aus Tiefer Not Schrei ich zu Dir" Ur djupen ropar jag till dig år 1523 som en psalmversion av Psaltaren 130 och sände kopior till sina evangeliska prästkollegor, för att på så vis uppmuntra dem att också skriva psaltarpsalmer att användas vid gudsdyrkan på tyska. År 1524 utvecklade Luther sin ursprungliga fyra versers psaltaparafraser till fem verser reformationspsalmer, vilka utvecklade nådens tema mer helt och fullt. Då denna psalm uttrycker det essentiella i den lutherska reformationens lära, blev denna utvidgade version av "Aus Tiefer Not" en reguljär del av den lutherska liturgin och användes som begravningspsalm. Den sjöngs också vid Luthers egen begravning. Tillsammans med Erhard Hegenwalds psalmversion av Psaltaren 51, blev Luthers utvidgade psalm också antagen för användning ihop med texten i den femte delen av Luthers katekes, som rörde bekännelsen.
Luthers psalm "Christ unser Herr zum Jordan Kam" (Vår Herre Krist kom till Jordan) från 1540 reflekterar strukturen och substansen i hans frågor och svar som berör dopet i Lilla katekesen. Luther använde en tidigare komponerad Johann Walter-melodi, och associerade till bönen om nåd i texten i Psaltaren 67. Wolf Heintzs fyrdelade tonsättning till psalmen användes för att introducera den lutherska reformationen i staden Halle år 1541. Predikanter och kompositörer under 1700-talet, bland andra Johann Sebastian Bach, använde denna psalm som inspiration för sina egna arbeten, även om dess objektiva dopteologi ersattes med mer subjektivt hållna psalmtexter under påverkan från den lutherska pietismen under sent 1800-tal.

## Luthers åsikter

### Antijudaism och antisemitism

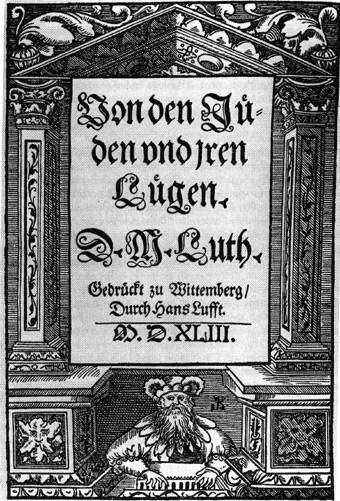
Originalets titelsida på Om judarna och deras lögner, skriven av Martin Luther 1543.

Luther skrev om judarna genom hela sin karriär, även om endast få av hans verk handlade enbart om dem.  Luther hade mycket lite kontakt med judar under sin levnad, men hans inställning speglade en teologisk och kulturell tradition som betraktade judar som ett förkastat folk som gjort sig skyldiga till mordet på Jesus, och han levde inom en lokal församling som ungefär 90 år tidigare hade förvisat judar.
Men Luthers inställning till judarna var inte negativ från början.  Så tidigt som 1516 skrev Luther: ”Många människor bedrar sig själva i fördomsfull okunskap genom att kalla judarna för hundar, ogärningsmän och mycket mer, samtidigt som de själva i lika hög grad är oförmögna att se vad de är i Guds ögon.”
År 1523 uppmanade Luther till godhet mot judarna i skriften Att Jesus Kristus föddes som jude, men endast i syfte att försöka omvända dem till kristendomen. När hans ansträngningar att omvända dem misslyckades, blev han alltmer bitter gentemot dem. Luther kunde inte förstå hur judarna inte hade omvänt sig efter att ha fått ta emot Jesus som frälsare. Det smärtade honom och gjorde honom upprörd. Han började betrakta dem som hädare och lögnare då de inte accepterade Jesus gudomlighet, medan de kristna menade att Jesus var Messias. Judendomen har en annan syn på Jesus, som inte betraktas som Messias alls hos judarna utan tvärtom en bedragare eller en helt vanlig människa utan några särskilt utmärkande egenskaper. Judarna väntar fortfarande på sin egen Messias. 
Men Luther trodde fullt och fast att judarna när de skulle läsa hans översättning av Bibeln på tyska kommer att omvända sig till kristendomen. Det hände inte. Samtidigt trodde Luther att alla människor som uppreste sig mot Gud delade samma skuldbörda.
Om man vill ha en mera balanserad syn på Luthers antisemitism bör man nämna att hans resonemang var i mångt och mycket identisk med dåtidens polemik mot judarna. Luther var inte mer utmärkande eller värre än alla andra som i hans samtid uttalade sig om judarna, men han var inte bättre heller. Polemiken i Luthers skrifter är inte speciellt framträdande i sin hetsighet så som det ofta betonas. Den religiösa polemiken under reformationstiden bildar en särskild genre, där svartmålning av motståndaren även med de grövsta medlen hörde till dagordningen, och Luther själv var långt ifrån värst, även om han för den nutida läsaren verkar vara outhärdligt grov.
På sin ålderdom blev han allt bittrare mot judendomens i hans ögon oförnuft att förneka Jesus som sin frälsare. Luthers andra större verk om judarna var hans 60 000 ord långa avhandling Von den Juden und ihren Lügen (”Om judarna och deras lögner”), och Vom Schem Hamphoras und vom Geschlecht Christi (”Om det Heliga Namnet och Kristus härstamning”), som båda publicerades 1543, tre år före hans död. Luther menade att judarna inte längre var det utvalda folket utan "djävulens folk", han hänvisade till dem med ett våldsamt språk. Luther propagerade för att sätta synagogor i brand, förstöra judiska böneböcker, förbjuda rabbiner att predika, att beslagta judars egendomar och pengar samt slå sönder deras hem, så att dessa "giftiga maskar" skulle tvingas att arbeta eller utvisas för gott. 
Dock är Luthers perspektiv, insatt i sitt tidssammanhang, ett annat än nazismens rasteori .
Hans stora inflytande på teologins område gjorde att även hans åsikter om judarna blev kända i vida kretsar och stundom utnyttjades att legitimera senare tiders fortsatta antisemitism, exempelvis av nazisterna under första halvan av 1900-talet.
Den kristna kyrkans attityd var under flera århundraden att judarna har förrått Jesus, en syn som även Luther delade, och som var vanlig ända fram till början av 1900-talet. I den katolska kyrkans förbön på långfredagen lästes en särskild förbön ännu under 1900-talet: för de trolösa judarna, på att vår Gud och herre må borttaga täckelset ifrån deras hjärtan, att även de må erkänna Jesus Kristus, vår Herre, därpå instämde församlingen: …Gud du som icke utesluter de trolösa judarna från din barmhärtighet, hör de böner som vi frambära för detta förbländade folk, att de må erkänna sanningens ljus som är Kristus, och befrias från sitt mörker…. Det är inte förrän under de senaste årtiondena som katolska kyrkan har ändrat på denna formulering.. Luther var barn av sin tid och delade i mångt och mycket den medeltida attityden gentemot judarna. Hans fientliga skrifter om judarna är dock autentiska.

#### Olika syn på Luthers antisemitism
Enligt Robert Michaels tolkning innebar Luthers ord "Vi begår fel genom att inte slakta dem" att Luther sanktionerade mord.
Luther propagerade mot judarna i Sachsen, Brandenburg och Schlesien. Josel av Rosheim, den judiske talesmannen, som försökte hjälpa judarna i Sachsen år 1537, gav senare skulden för deras svårigheter på "den där prästen vars namn är Martin Luther — må hans kropp och själ bli bunden i helvetet! — som skrev och gav ut många kätterska böcker där han påstod att vem som helst som gav judarna hjälp var dömd till undergång". Josel bad staden Strasbourg att förbjuda försäljning av Luthers antijudiska arbeten: staden vägrade inledningsvis att utfärda ett förbud, men gav efter då en luthersk präst i Hochfelden använde högmässan för att uppvigla sina församlingsmedlemmar att mörda judar. Luthers inflytande kvarstod efter hans död. Genom 1580-talet ledde upplopp till att judar fördrevs från flera tyska lutherska stater.
Luther var sin generations mest läste författare, och han uppnådde en profets status i Tyskland. Enligt den förhärskande åsikten bland historiker bidrog hans antijudiska retorik starkt till antisemitismens utveckling i Tyskland, och gav på 1930- och 1940-talen ett "idealiskt stöd" åt nationalsocialisternas angrepp mot judar.
Reinhold Lewin skriver att "vem som helst som skrev emot judarna, av vilka skäl som helst, ansåg sig ha rätt att rättfärdiga sig själv genom att jublande hänvisa till Luther." Enligt Michael innehöll mer eller mindre varenda antijudisk bok som trycktes i Tredje riket referenser till och citat från Luther. Heinrich Himmler skrev 1940 med beundran om hans skrifter och predikningar om judarna. Staden Nürnberg skänkte en förstaupplaga av Om judarna och deras lögner till Julius Streicher, redaktör på den nazistiska tidningen Der Stürmer, på hans födelsedag 1937; tidningen beskrev det som den mest radikalt antisemitiska skrift som någonsin publicerats. den 17 december 1941, sju regionala protestantiska kyrkors samfällighet gav gemensamt ut en policy där de anslöt sig till förslaget om att alla judar skulle tvingas bära den gula stjärnan, judestjärnan, "då Luther efter sina bittra erfarenheter redan hade föreslagit förebyggande åtgärder mot judarna och för fördrivandet av dem från tyskt territorium." Med hänvisning till Professor Dick Geary, vann nationalsocialister fler röster i protestantiska än i katolska områden vid valen 1928 till november 1932.

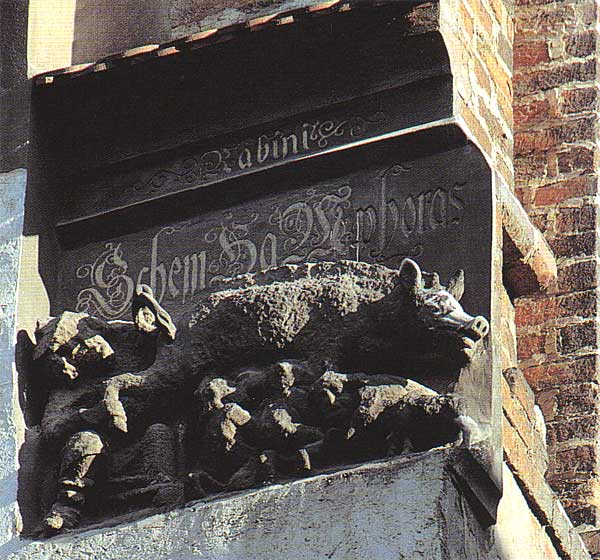
Judesugga på kyrkan i Wittenberg, byggår 1300–1470. Sådana avbildningar var rätt vanliga på den tiden, dessa går att finna i kyrkor även i Sverige, på flera ställen.

Kärnpunkten i den vetenskapliga debatten om Luthers inflytande gäller om det är en anakronism att tolka hans arbete som en förebild till nationalsocialisternas rasistiska antisemitism. En del forskare anser att Luthers inflytande är begränsat och att nationalsocialisternas användning av hans arbeten är opportunistiskt. Biografen Martin Brecht pekar på att "Det är en världsvid skillnad mellan hans tro på frälsning och rasistisk ideologi. Trots det, fick hans missriktade agitation det djävulska resultatet att Luther ödesdigert nog blev en av antisemitismens 'kyrkofäder' och tillhandahöll, som sådan, materialet för den moderna judeförföljelsen, förklädd med reformatorns myndighet." Johannes Wallmann menar att Luthers skrifter mot judarna allmänt ignorerades under 1700–1800-talen, och att det inte finns någon tidsmässig kontinuitet mellan Luthers tankar och den nationalsocialistiska ideologin. Uwe Siemon-Netto håller med och hävdar att det var eftersom nationalsocialisterna redan var antisemiter som de återupplivade Luthers arbete. Hans J. Hillerbrand håller med om, att man genom att flytta fokus till Luthers 1500-talstexter använde ett ohistoriskt synsätt på nationalsocialisternas antisemitism, som ignorerade andra bidragande faktorer i den tyska historien. På samma vis skrev Roland Bainton, känd kyrkohistoriker och Luther-biograf: "Man skulle önskat att Luther dött innan denna skrift skrevs. [...] Hans inställning var helt igenom religiös och inte på något sätt betingad av rassynpunkter."
Andra forskare menar att även om hans ståndpunkter knappast var antijudaistiska blev deras våldsamhet ett nytt inslag i den vanliga kristna misstänksamheten mot judendomen. Ronald Berger skriver att Luther tillskrivs att han "förtyskat den kristna kritiken mot judendomen och etablerade antisemitism som ett nyckelelement i den tyska kulturen och nationella identiteten."  Paul Rose hävdar att han orsakade en "hysterisk och demoniserande mentalitet" mot judarna för att introducera tyska tankesätt och tysk diskurs, en mentalitet som annars kanske skulle varit utesluten.
Sedan 1980-talet förkastar den lutherska kyrkans samfund Martin Luthers ställningstagande mot judarna och har tillbakavisat användandet av dem för att väcka avsky mot lutheraner.”Synoden beklagar djupt och tar avstånd från Luthers negativa påståenden om de judiska människorna och användningen av dessa påståenden för att hetsa till antilutherska känslor”.

### Synen på helgon
Luther ansåg, enligt det första budordet ”Du skall inga andra gudar hava bredvid mig” att helgonen blir till avgudabilder. De är även i stort sett knutna till världsliga och inte andliga ändamål, samtidigt som många av traditionerna bakom helgonkulten är av tvivelaktigt historiskt värde. Som exempel på avgudadyrkan tar Luther upp Sankt Kristoffer och kulten kring honom.

### Om islam
Vid tiden för Marburgkonferensen var Wien belägrat av den osmanske härskaren Süleyman I och hans enorma armé. Luther hade argumenterat emot att man skulle möta turkarna med väpnat motstånd i sin Kommentar till de 95 teserna, vilket ledde till att han anklagades för defaitism. Han betraktade turkarna som ett gissel som Gud skickat för att bestraffa de kristna, eller som företrädare för den bibliska apokalypsen som skulle förgöra antikrist, vilken enligt Luther representerades av påven och den romersk-katolska kyrkan. Han förkastade konsekvent idén om ett Heligt krig "som om vårt folk vore en armé av kristna mot turkarna, som alltså vore Kristi fiender. Detta står i absolut motsats till Kristi lära och varelse". Å andra sidan uppmuntrade Luther, i enlighet med Principen om de två kungarikena, ett icke-religiöst krig mot turkarna. År 1526 författade han Huruvida soldater kan befinna sig i ett benådat tillstånd, där han hävdade att det är rättfärdigt att kriga för att försvara den egna nationen. Detta följdes upp i den år 1529 utgivna Om att kriga mot turkarna, där han uppmanade  Karl V och det tyska folket att bekämpa turkarna. Samtidigt tydliggjorde han sin inställning, att ett religiöst krig mot en främmande religion var en separat fråga, och att ett sådant krig endast kunde utkämpas med böner och ånger som vapen. Ungefär samtidigt med belägringen av Wien skrev Luther en bön där han bad om att nationen skulle befrias från turkarna, och att Gud skulle skänka kejsaren (Karl V) evig seger över fienden.
År 1542 läste Luther en latinsk översättning av Koranen. Som en följd av detta kom han att skriva en serie artiklar där han kritiserade islam (själv använde han begreppet muhammedanism). Han skrev inte lika engagerat om islam som han gjort om judendomen, och han ställde aldrig några krav på att muslimer skulle omvändas. Även om Luther betraktade islam som ett djävulens verktyg, förhöll han sig likgiltig till dess utövande: "Låt turken tro på vad han vill, precis som man låter påvedömet och andra falska former av kristendom fortleva." Luther motsatte sig även att Koranen skulle förbjudas, eftersom han menade att det var bättre att genom publikation utsätta den för granskning och kritik.

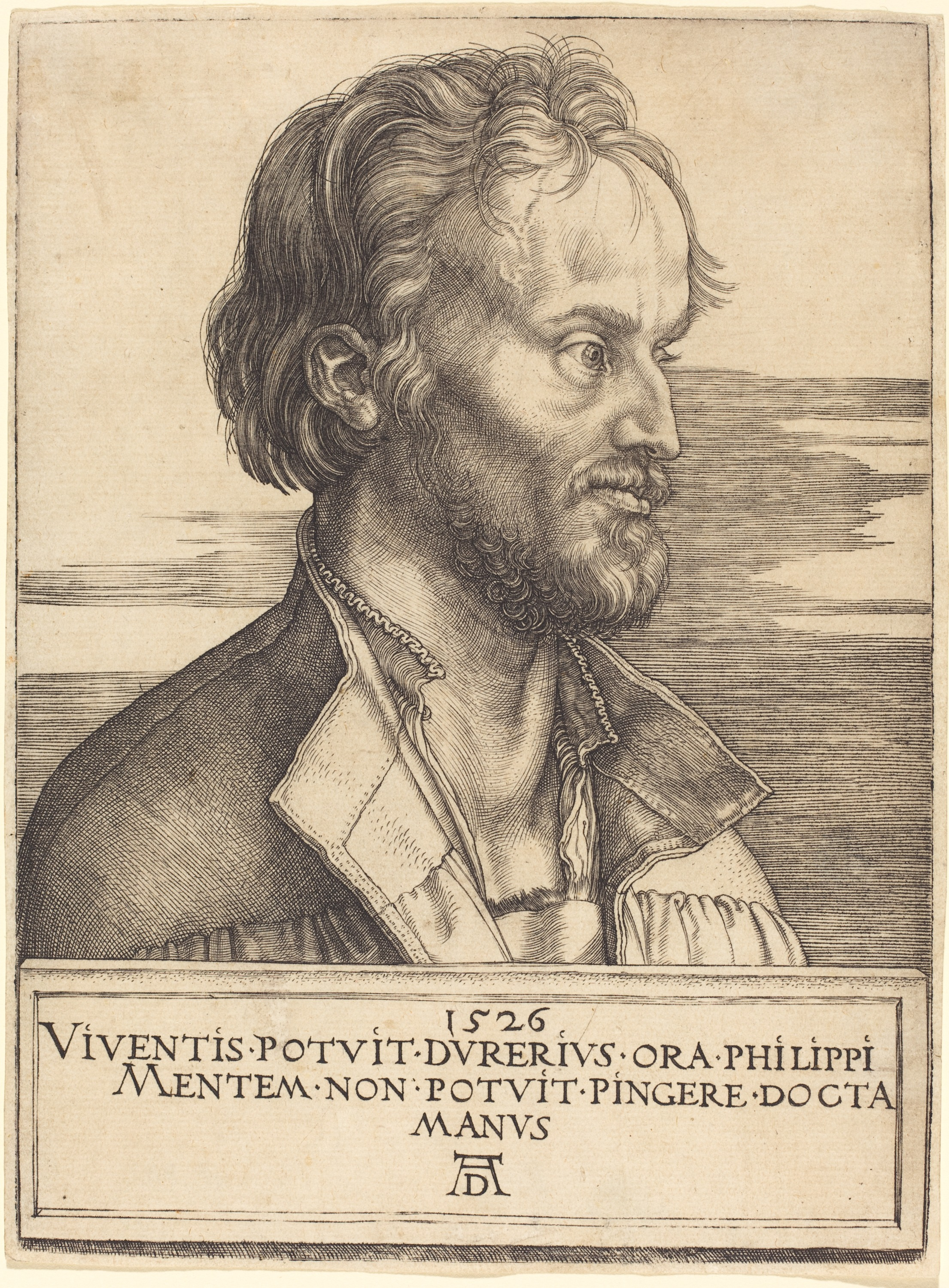
Melanchthon, Luthers vän och medarbetare som ledde förhandlingarna i Ausburg, då Luther själv fortfarande var bannlyst.

## Luthers skrifter och utgåvor

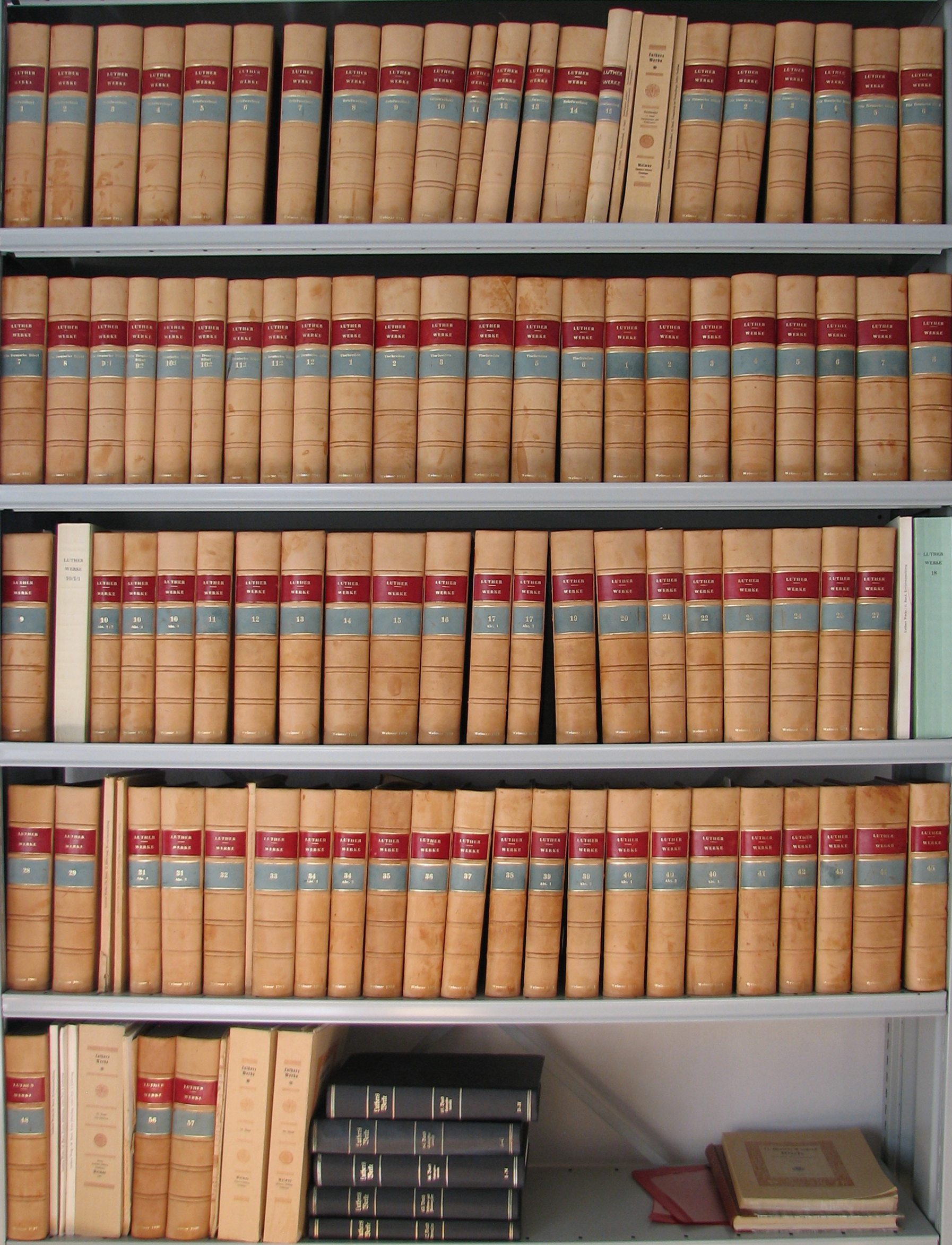
Weimarupplagan av Luthers skrifter

Luthers skrifter har i urval översatts och givits ut i en mängd upplagor på svenska. På Internet finns bland annat: 
- Logosmappen, https://logosmappen.net/, där några av Luthers viktigaste skrifter finns samlade.

De viktigaste vetenskapliga utgåvorna av Luthers skrifter är:
- Om judarna och deras lögner Luther manar de kristna att "vara på sin vakt" mot judar.
- Erlangener-utgåvan: "EA"), innehåller Luthers exegetiska (bibelvetenskapliga) skrifter på latin.
- Weimarupplagan av Martin Luthers verk, som är en fullständig utgåva på tyska och latin. Det är standardutgåvan av hans verk, förkortad "WA".

## Utmärkelser
Asteroiden 7100 Martin Luther är uppkallad efter honom.

## Bilder

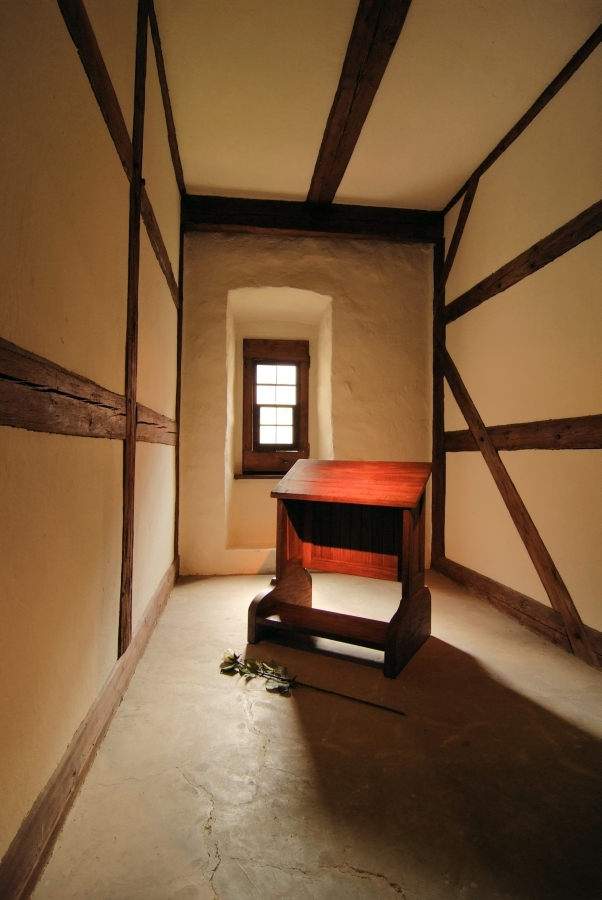
Luthers munkcell i Augustinerklostret i Erfurt
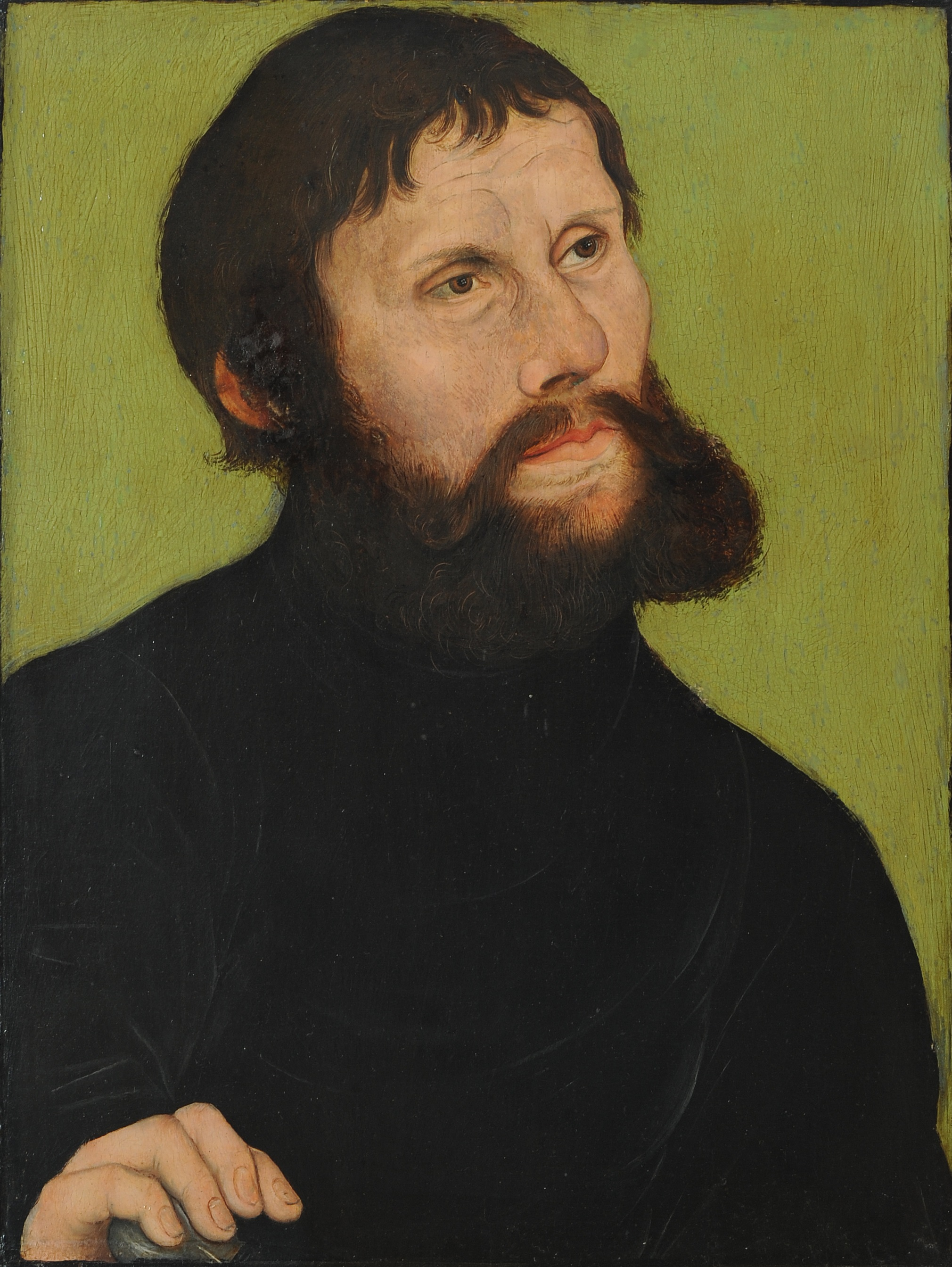
Luther med skäggväxt då han under namnet Junker Jörg gömde sig på slottet i Wartburg
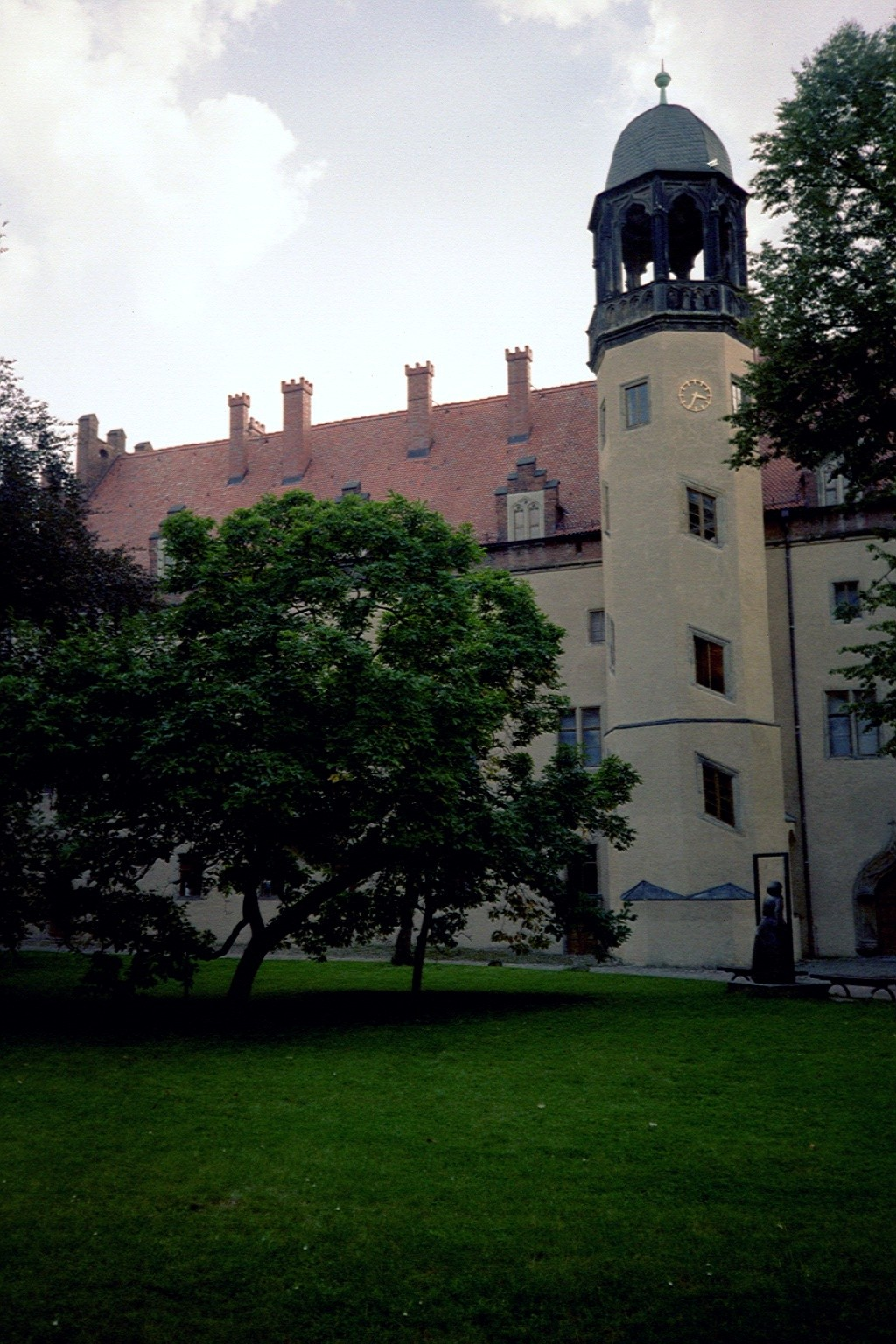
Luthers hus i Wittenberg, det så kallade Svarta klostret
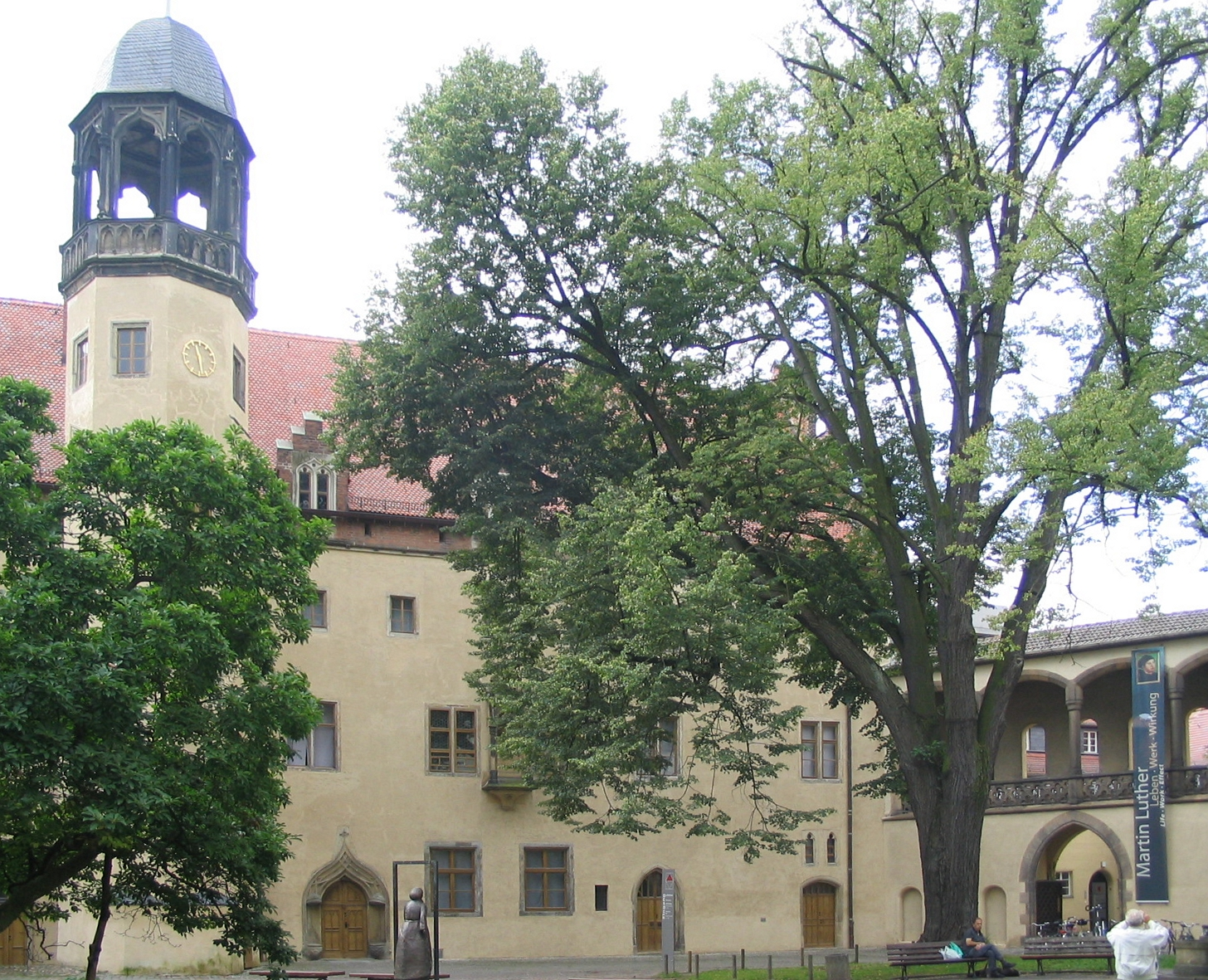
Svarta klostrets gård
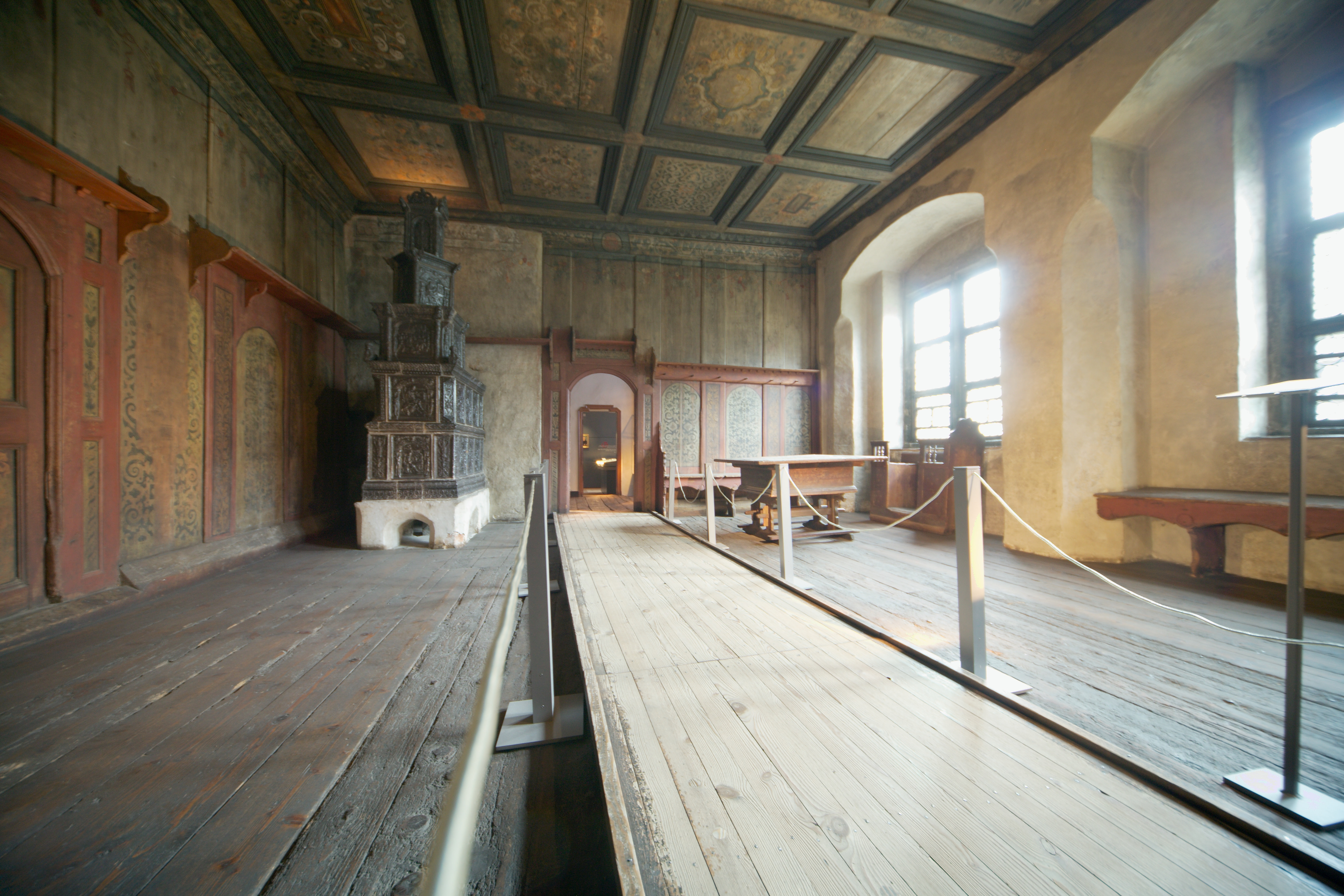
Luthers vardagsrum i Svarta klostret
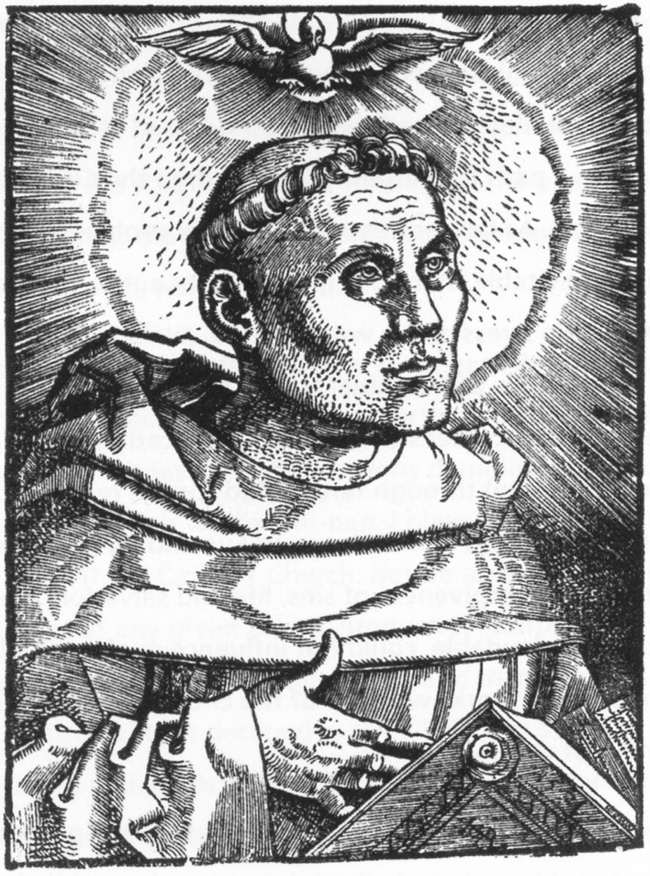
Martin Luther. Porträtt av Hans Baldung, känd under namnet Grien
Luthers egenhändigt ritade symbol, Lutherrosen
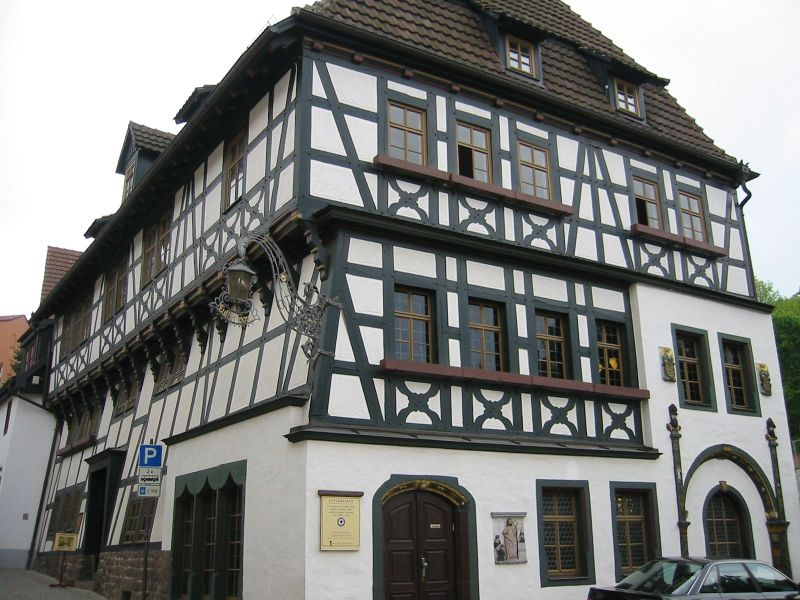
Huset där Luther bodde i Eisenach ägdes av Luthers rika släktingar[18] på moderssidan.
Försäljningen av avlatsbrev, träsnitt av Jörg Breu d.ä. ca 1530.
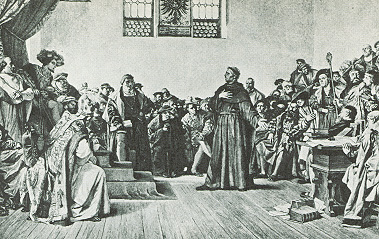
"Luther före Fördraget i Worms (1521)." Fotogravyr baserad på Anton von Werners (1843–1915) målning.
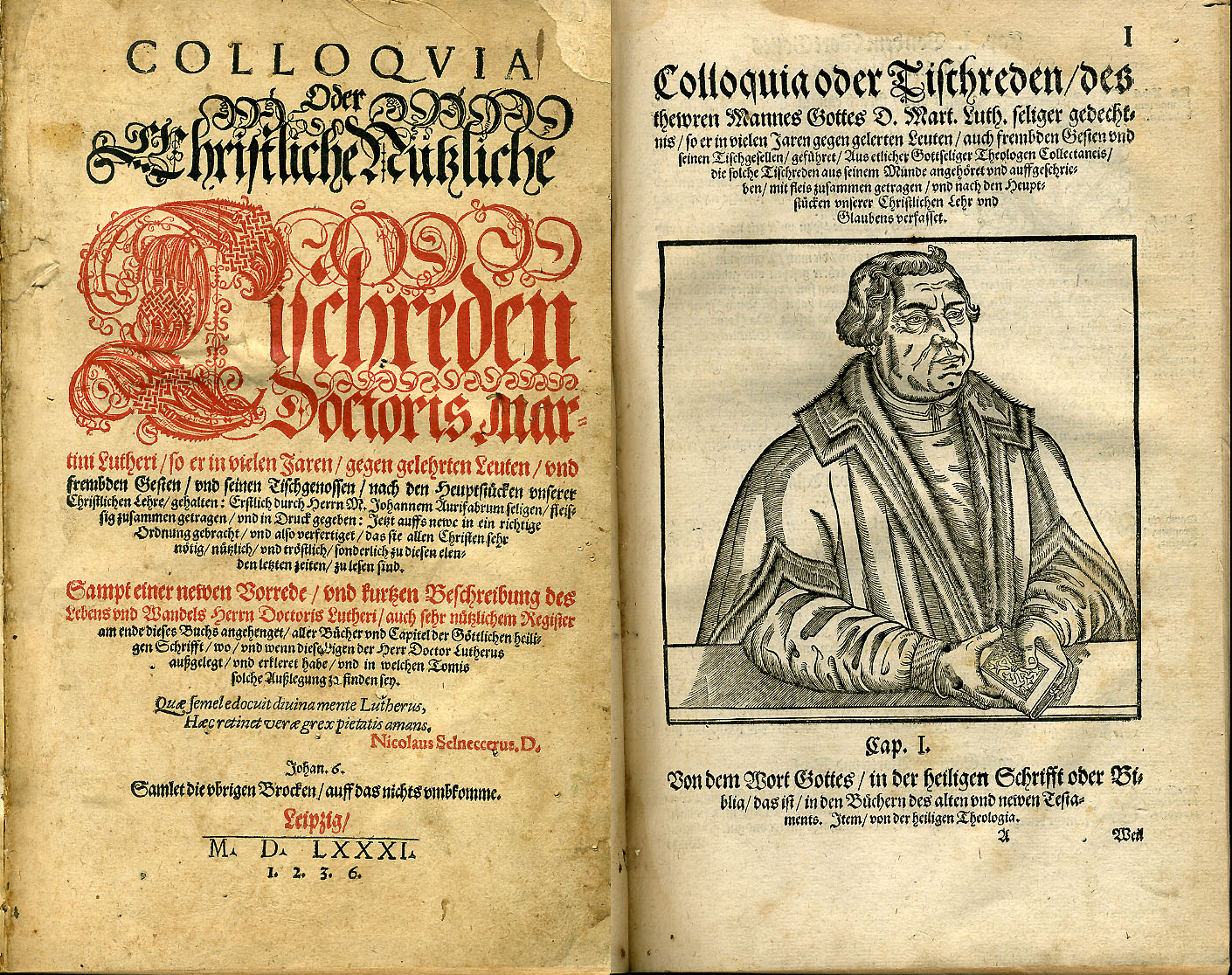
Titelsidan och porträtt från en utgåva av Martin Luthers tyska skrifter utgivna 1581.
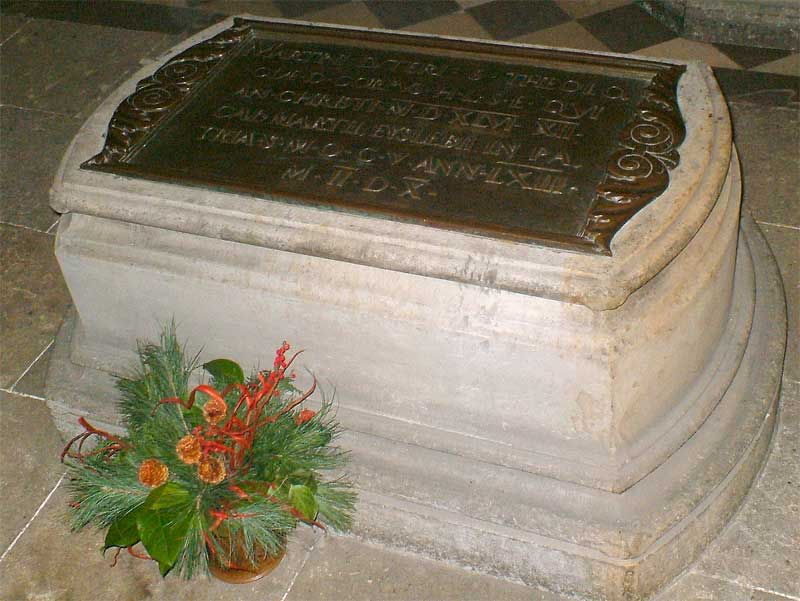
Luthers gravsten under hans egen predikstol, i slottskyrkan i Wittenberg.